# Hong Kong Disneyland
Hong Kong Disneyland (traditioneel Chinees: 香港迪士尼樂園) is een attractiepark in het Hong Kong Disneyland Resort in Penny's Baai op het Lantau-eiland. Het was het eerste park binnen dit resort en het werd geopend op 12 september 2005. Het park is eigendom van Hong Kong International Theme Parks, wat op zijn beurt weer eigendom is van de The Walt Disney Company en de regering van Hongkong.
Disney waagde een poging om problemen te vermijden met culturele verschillen tussen de Chinese en westerse culturen. Daarom zijn er in China gebruikelijke tradities tijdens het ontwerpen en bouwen behouden, inclusief Feng Shui.

## Toewijding
To all who come to this happy place, welcome. Many Years ago, Walt Disney introduced the world to enchanted realms of fantasy and adventure, yesterday and tomorrow, in a magical place called Disneyland. Today that spirit of imagination and discovery comes to life in Hong Kong.
Hong Kong Disneyland is dedicated to the young and the young at heart - with the hope that it will be a source of joy and inspiration, and an enduring symbol of the cooperation, friendship and understanding between the people of Hong Kong and the United States of America.
— Michael D. Eisner en Donald Tsang, 12 september 2005

## Geschiedenis

### Het begin
Nadat Groot-Brittannië Hong Kong 'los liet' zag Disney kans om zich hier uit te breiden. Na een helikoptervlucht boven en rondom Hong Kong bleek er geen geschikte locatie te zijn voor een Disney-park. Nabij Hong Kong was er echter wel een gebied dat economisch aan het groeien was en waar ook infrastructurele projecten gepland stonden. Dit resulteerde dat Hong Kong speciaal voor de bouw van Disneyland een stuk land van 200 hectare opspoot.
Hong Kong Disneyland kent de kortste bouwperiode uit de geschiedenis van alle Disney-parken wereldwijd. Op 12 januari 2003 vierden meer dan 400 gasten dat de eerste schop in de aarde werd gestoken, na het toegestemd krijgen van land in Hongkong. Aanwezig waren toen onder andere Tung Chee-hwa, Michael Eisner, toenmalig CEO van de The Walt Disney Company, Bob Iger, voorzitter van de The Walt Disney Company en Jay Rasulo, voorzitter van Walt Disney Parks and Resorts-divisie binnen The Walt Disney Company.
Op 23 september 2004 vond een speciale ceremonie plaats voor het bereiken van het hoogste punt bij het Sleeping Beauty Castle, het symbool van het park. Op 12 september 2005 om 13:00 precies, vond de opening plaats van het nieuwe pretpark. De opening verliep niet vlekkeloos. Evenals bij de opening van het Disneyland Park, bijna 50 jaar geleden, was het snikheet en was het asfalt nog niet uitgehard.
Het attractiepark werd enigszins negatief ontvangen. Men vond dat er te weinig vermaak was. Het attractiepark was niet dagvullend. Vlak voor de opening adviseerde een deskundige op Feng shui dat het park ook natuur moest bevatten. Er werden daarom alsnog meer bomen geplant, stenen geplaatst en waterpartijen aangelegd.

### Uitbreidingen

Het voormalige kasteel van Doornroosje in het attractiepark.

De eerste uitbreidingsfase begon met drie nieuwe attracties voor Tomorrowland, die geopend werden in de zomer van 2006. Dit waren Autopia, Stitch Encounter en U.F.O. Zone. Twee jaar daarna, in 2008, kwam de attractie Art of Animation naar het park, samen met de bekende attractie "it's a small world", die als eerste Disney characters bevat, tussen de bekende poppen in.
Na onderhandeling met het Commerce and Economic Development Bureau van Hongkong voor een eventuele sponsoring van uitbreidingsplannen, maakte Donald Tsang, de politiek leider van Hongkong, in 2009 bekend dat een nieuwe uitbreiding was goedgekeurd door de regering. De uitbreiding bedroeg een gebied ter grootte van 12 hectare en omvatte drie nieuwe themagebieden: Toy Story Playland, Grizzly Gulch en Mystic Point. Deze gebieden en bijbehorende attracties, horecagelegenheden en winkels zijn achtereenvolgens geopend in respectievelijk 2011, 2012 en 2013.
In 2016 kwamen de films van Marvel Cinematic Universe in de belangstelling. Disney maakte bekend dat er een themagebied aangelegd zal worden waarin alles in het teken staat van Marvel. Zo werd in 2017 de simulator Iron Man Experience geopend. Twee jaar later opende Ant-Man and The Wasp: Nano Battle! als vervanger van Buzz Lightyear Astro Blasters. Op de locatie van de eerder gesloten attractie Autopia zullen, in het kader van het Marvel-project, uitbereidingen gerealiseerd worden.
In november 2020 werd het nieuwe kasteel van Doornroosje onthuld. Daarbij kreeg het de naam: Castle of Magical Dreams.
In november 2023 opende het themagebied World of Frozen, gebaseerd op de Disney-film Frozen.

## Themagebieden
Het gehele park is verdeeld in verschillende themagebieden, waarvan sommige bekend uit andere Disney-parken.

### Main Street, U.S.A.
Main Street, U.S.A. is de hoofdstraat van het park. Het is een nagebouwde Amerikaanse straat uit het begin van de twintigste eeuw. Je vindt er onder andere diverse winkeltjes en restaurants. Aan het einde van deze straat bevindt zich het Sleeping Beauty Castle, het symbool van het park. Doordat er gebruik is gemaakt van optisch bedrog in het perspectief lijken het kasteel en de gebouwen hoger dan ze in werkelijkheid zijn.
Hoewel de straat vrijwel gelijk is aan die in andere Disney-parken, is in de versie van Hongkong meer invloed te vinden van Europese immigranten. Zo bevindt er zich een bakkerij van een bakker uit Wenen, die zijn passie meenam naar Amerika. Een ander verschil met de andere Disney-parken is dat de versie in Hongkong voornamelijk uit hout is opgebouwd in plaats van uit steen.

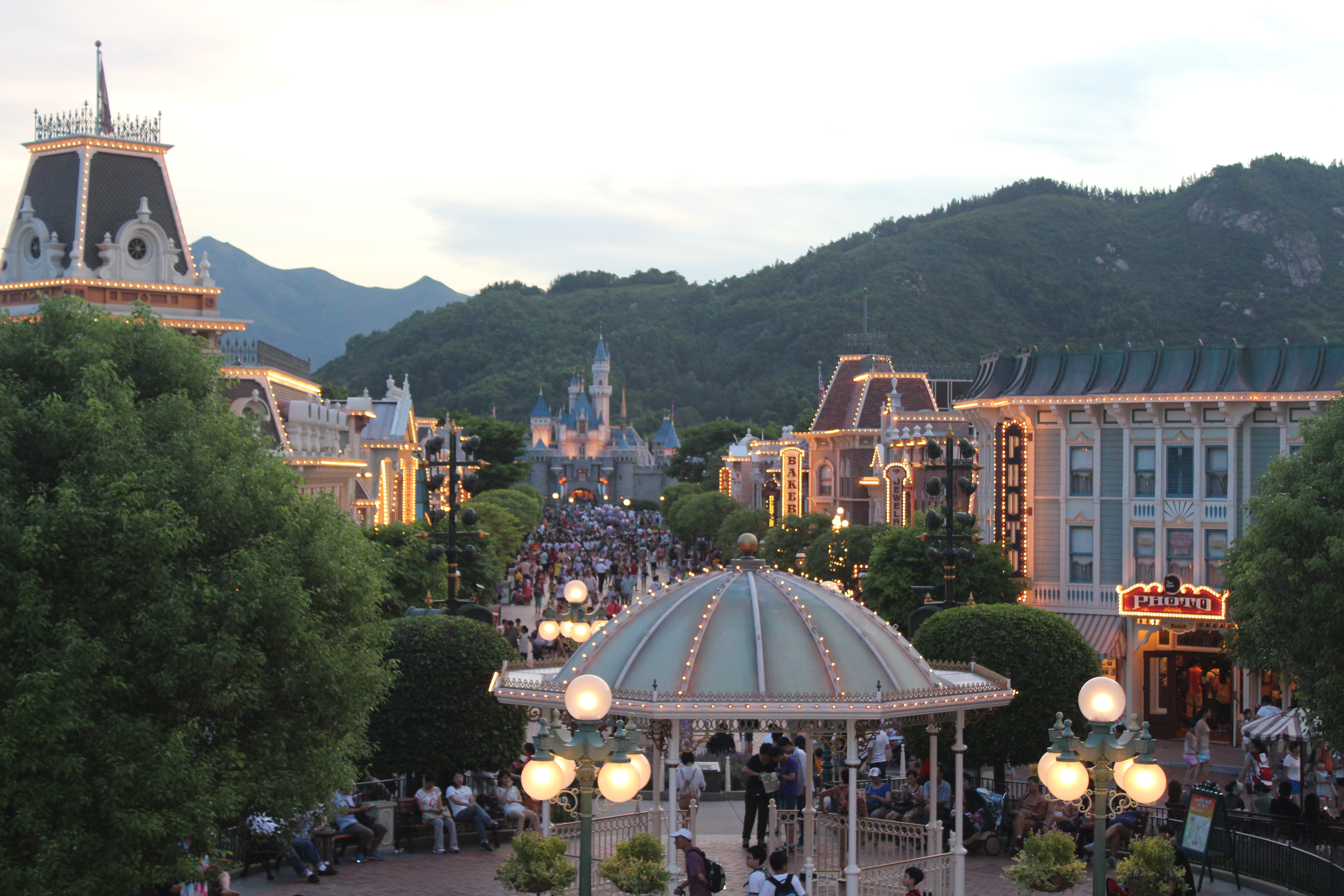
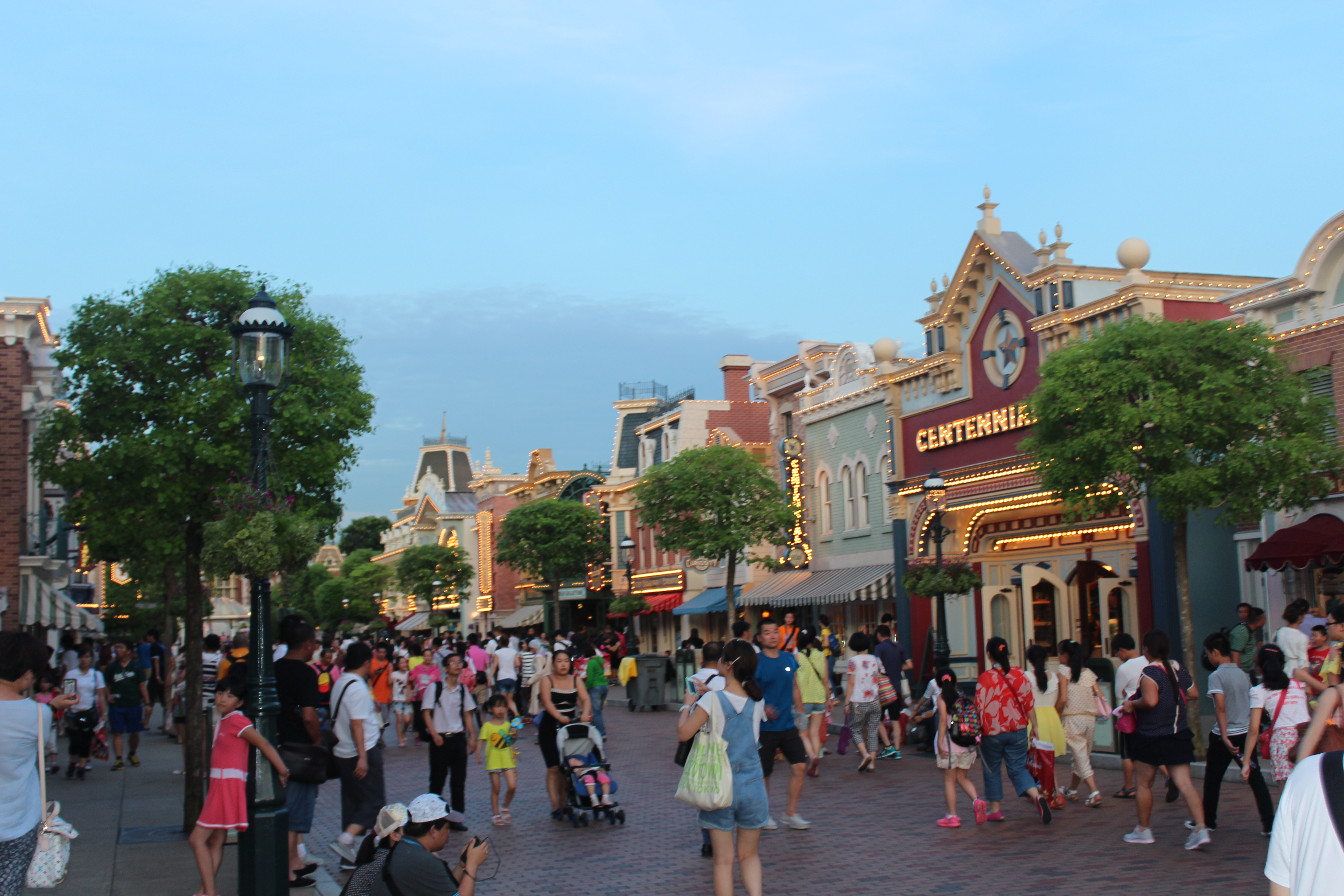
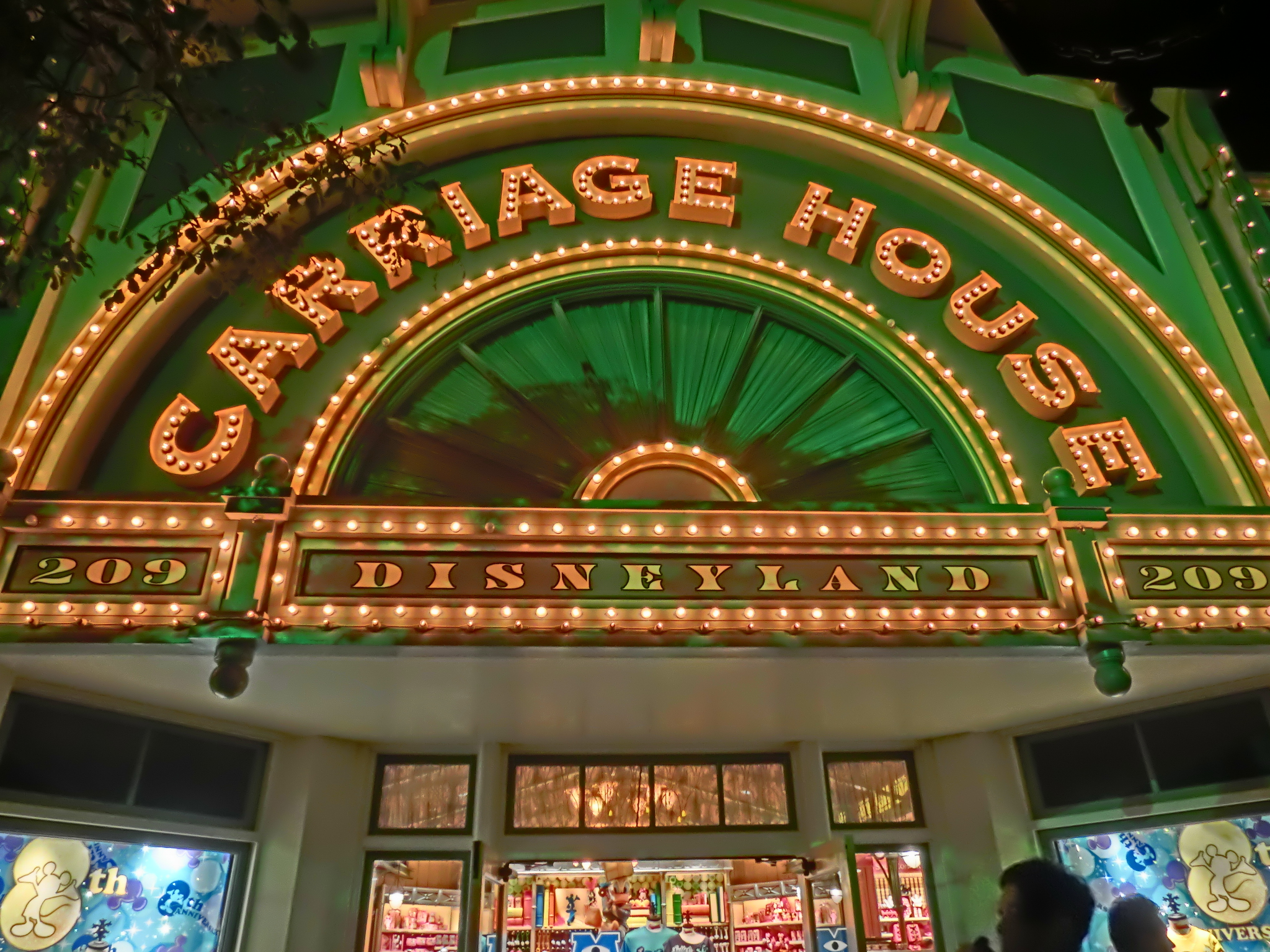
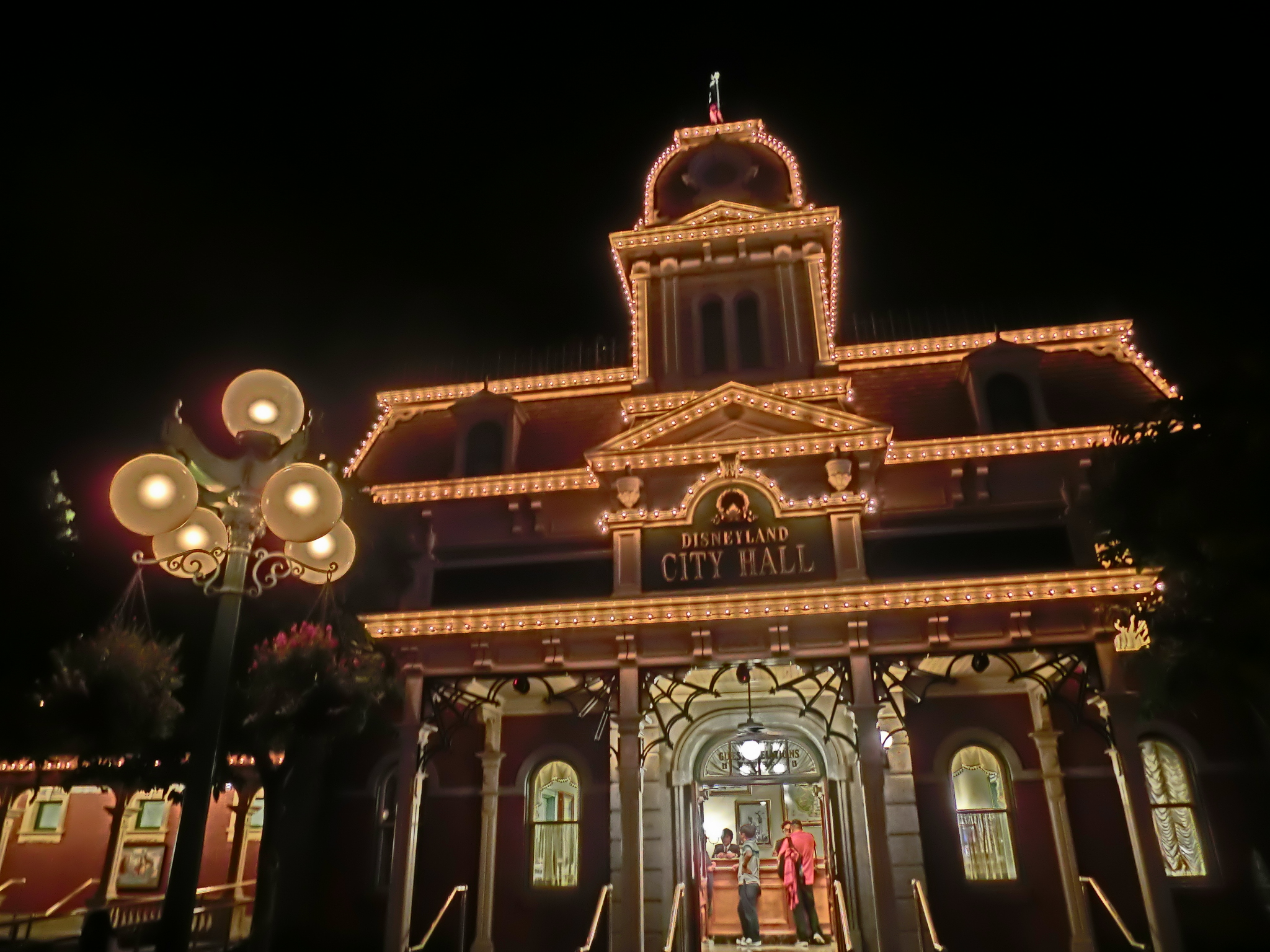
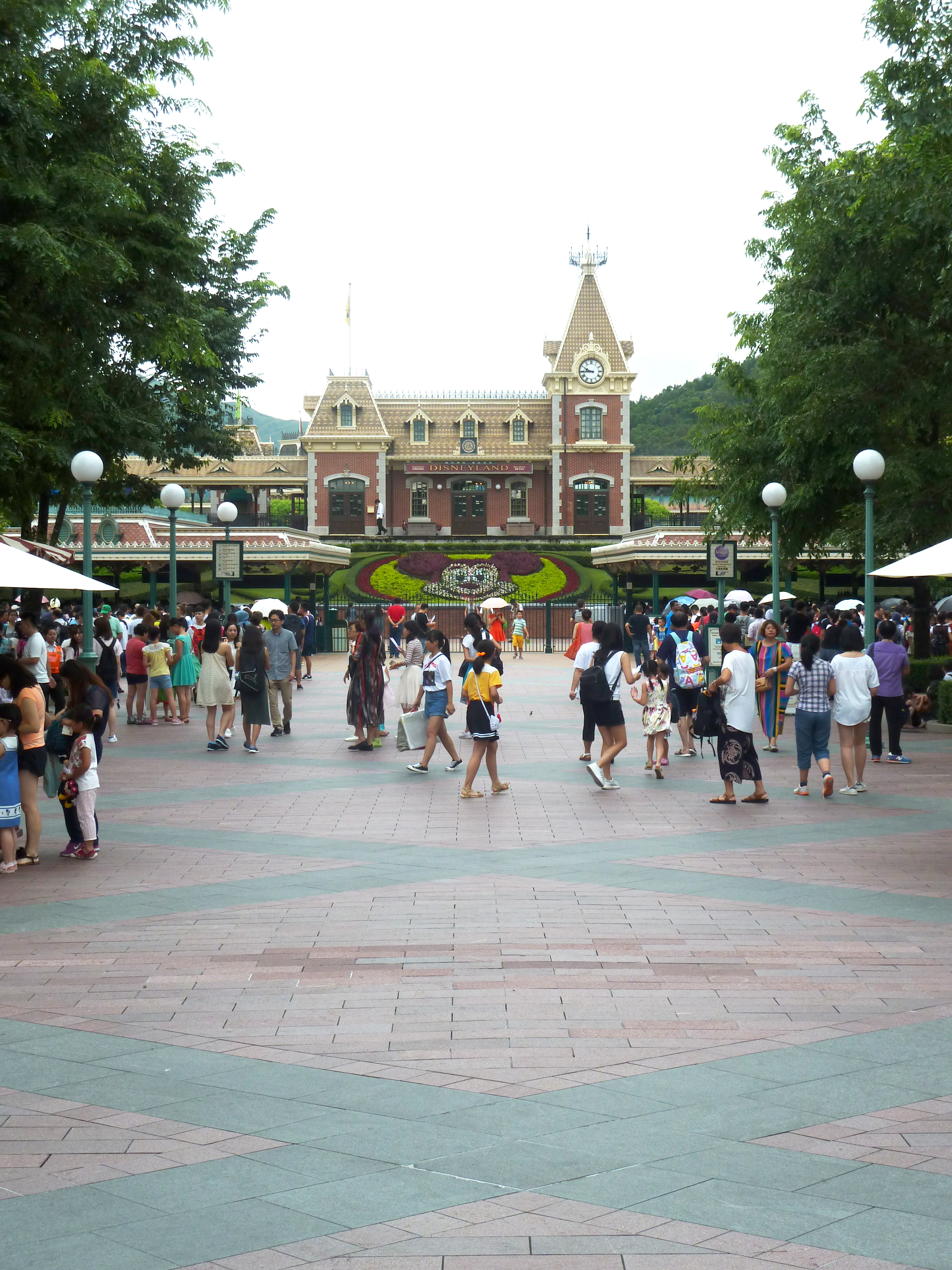

Attracties
- Hong Kong Disneyland Railroad
- Main Street Vehicles
- Animation Academy
- Art of Animation

Restaurants
- Market House Bakery
- Main Street Market
- Main Street Corner Cafe
- Plaza Inn

Winkels
- Emporium
- Town Square Photo
- Midtown Jewelry
- Crystal Arts
- Center Street Boutique

### Adventureland
Hong Kong's Adventureland is het grootste Adventureland van alle Disney-parken wereldwijd, maar heeft het laagste aantal attracties. Op een groot eiland is het Tarzan's Treehouse te vinden, dat wordt omringd door de attractie Jungle River Cruise. De wateren rondom het eiland, de Rivers of Adventure, zijn het equivalent van de Rivers of America in de andere Disney-parken. De permanente show "Festival of The Lion King" is hier te vinden.
Attracties
- Jungle River Cruise
- Tarzan's Treehouse
- Rafts to Tarzan's Treehouse
- Liki Tikis
- Theatre in the Wild ("Festival of The Lion King")

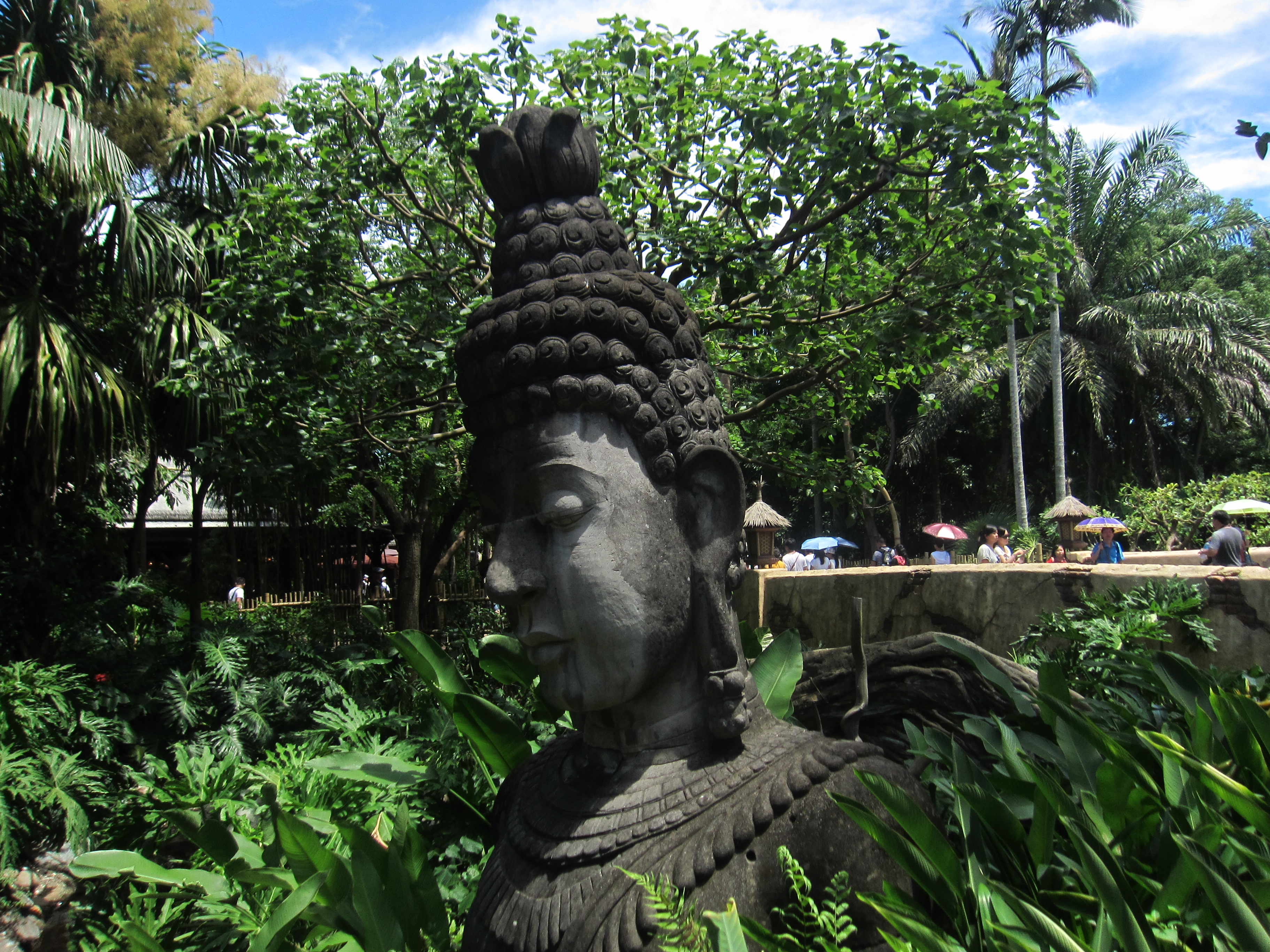
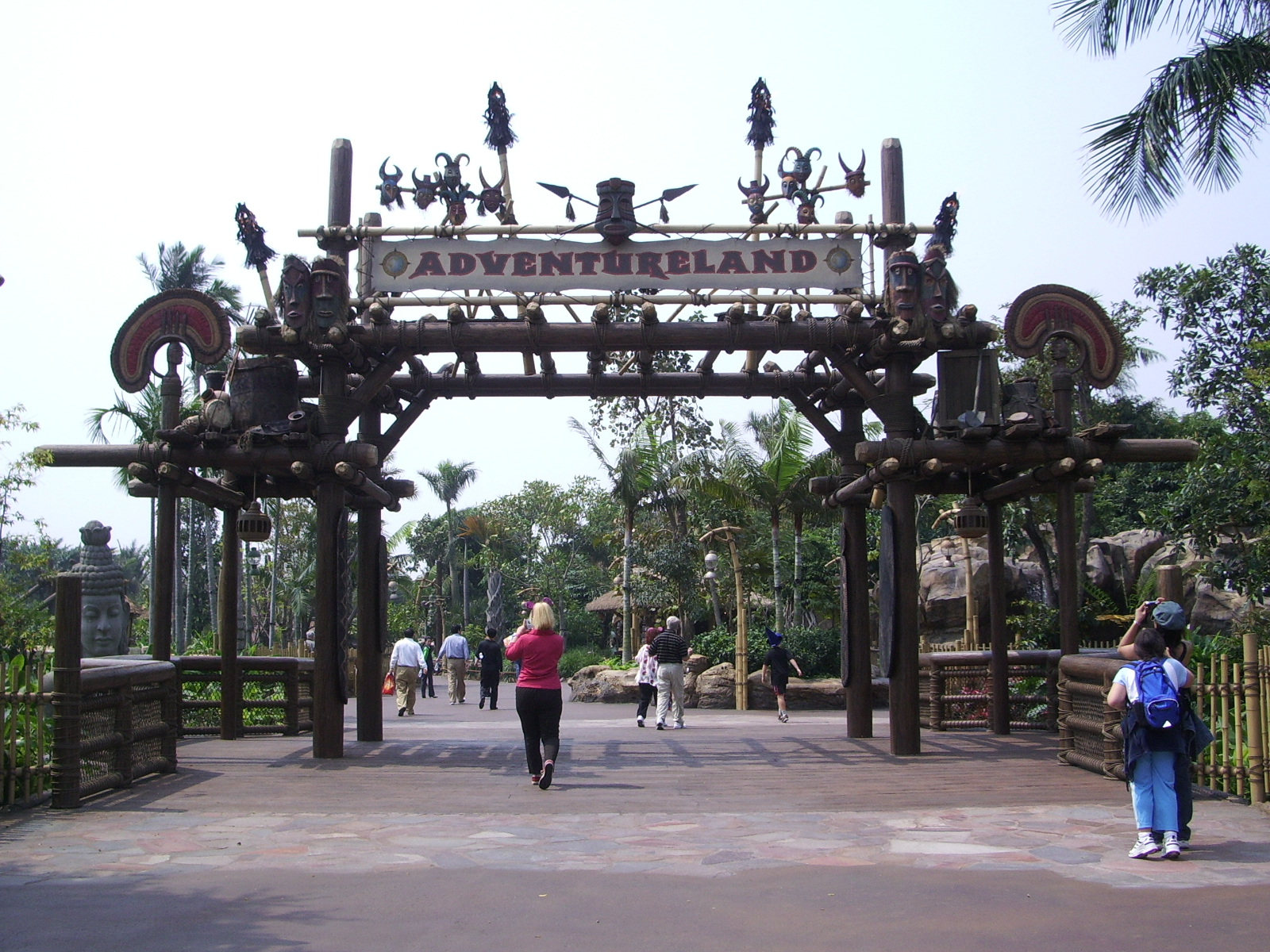
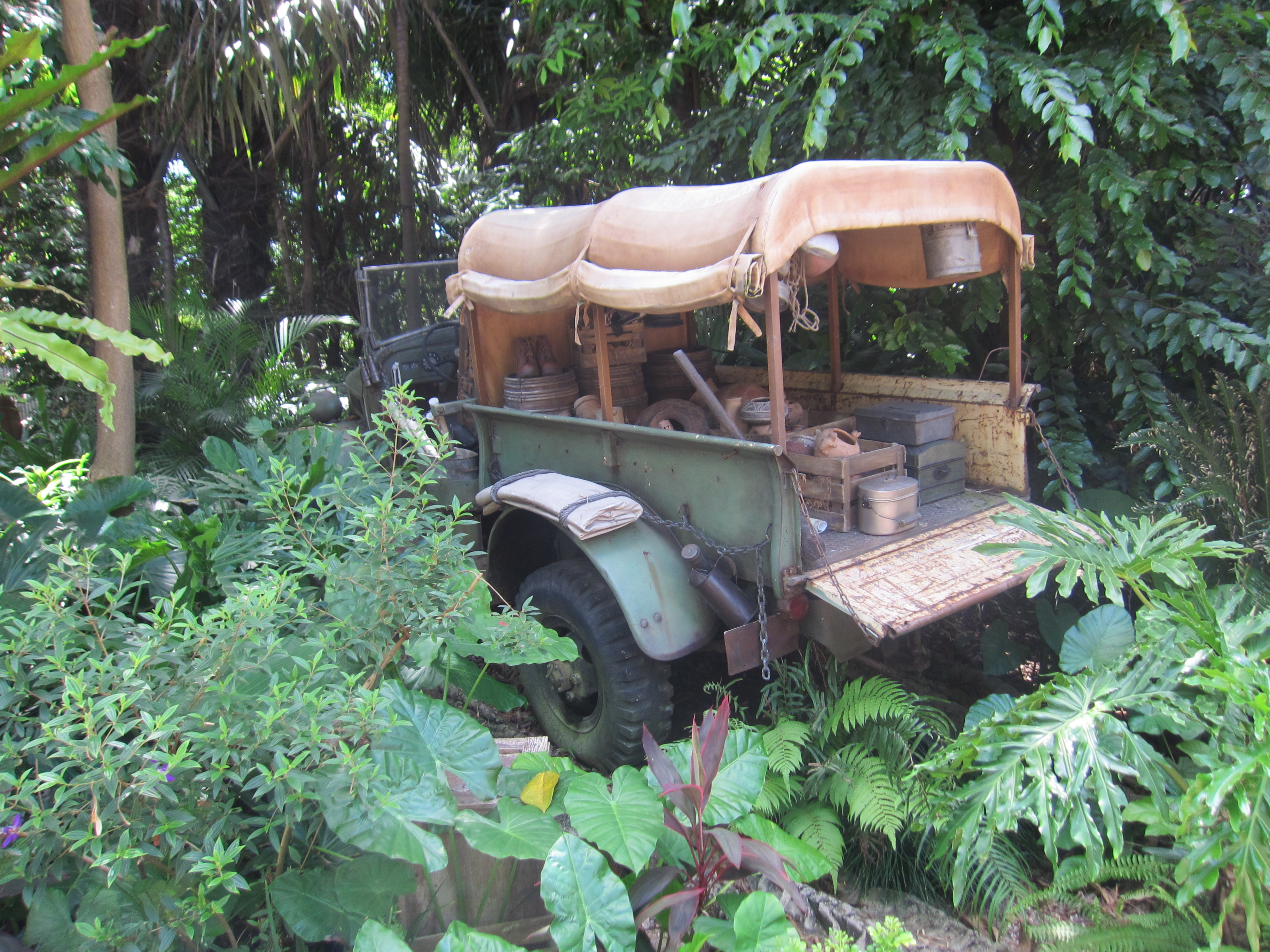
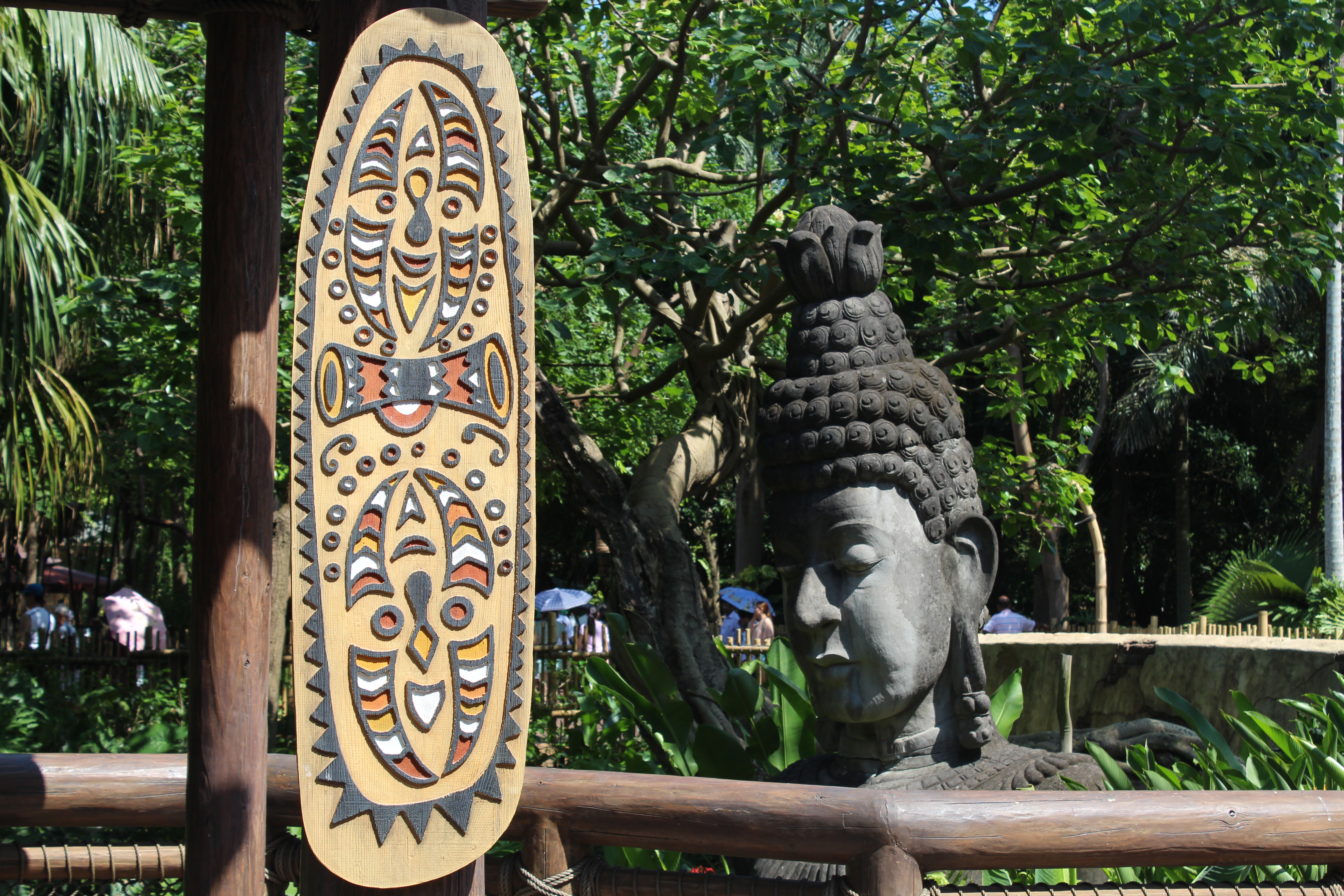
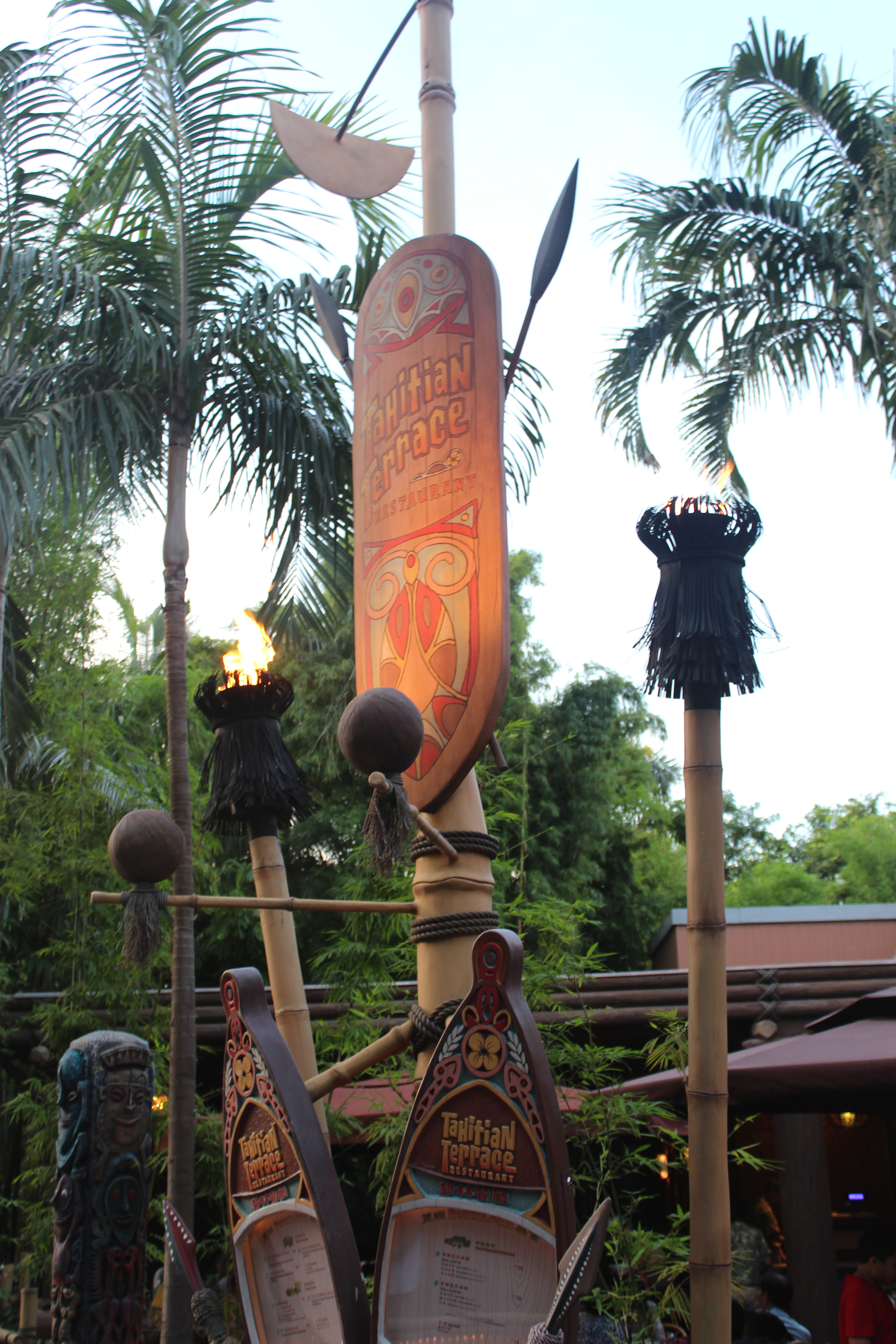

Restaurants
- Tahitian Terrace
- River View Cafe
- Safari Snacks

Winkel
- Professor Porter's Trading Post

### Fantasyland
Fantasyland is het parkdeel waar de Disney-magie tot leven komt. Je vindt hier attracties van animatiefilms van Disney. Het is gebouwd in de typische middeleeuwse stijl, zoals die ook te vinden is in het Magic Kingdom park in Florida en zoals deze vroeger in Disneyland in Anaheim te vinden was. Er is slechts 1 klassieke darkride, The Many Adventures of Winnie the Pooh. Andere grote attracties zijn "it's a small world", Mickey Philarmagic (een 3D film) en de show "The Golden Mickeys" in Disney's Storybook Theatre.

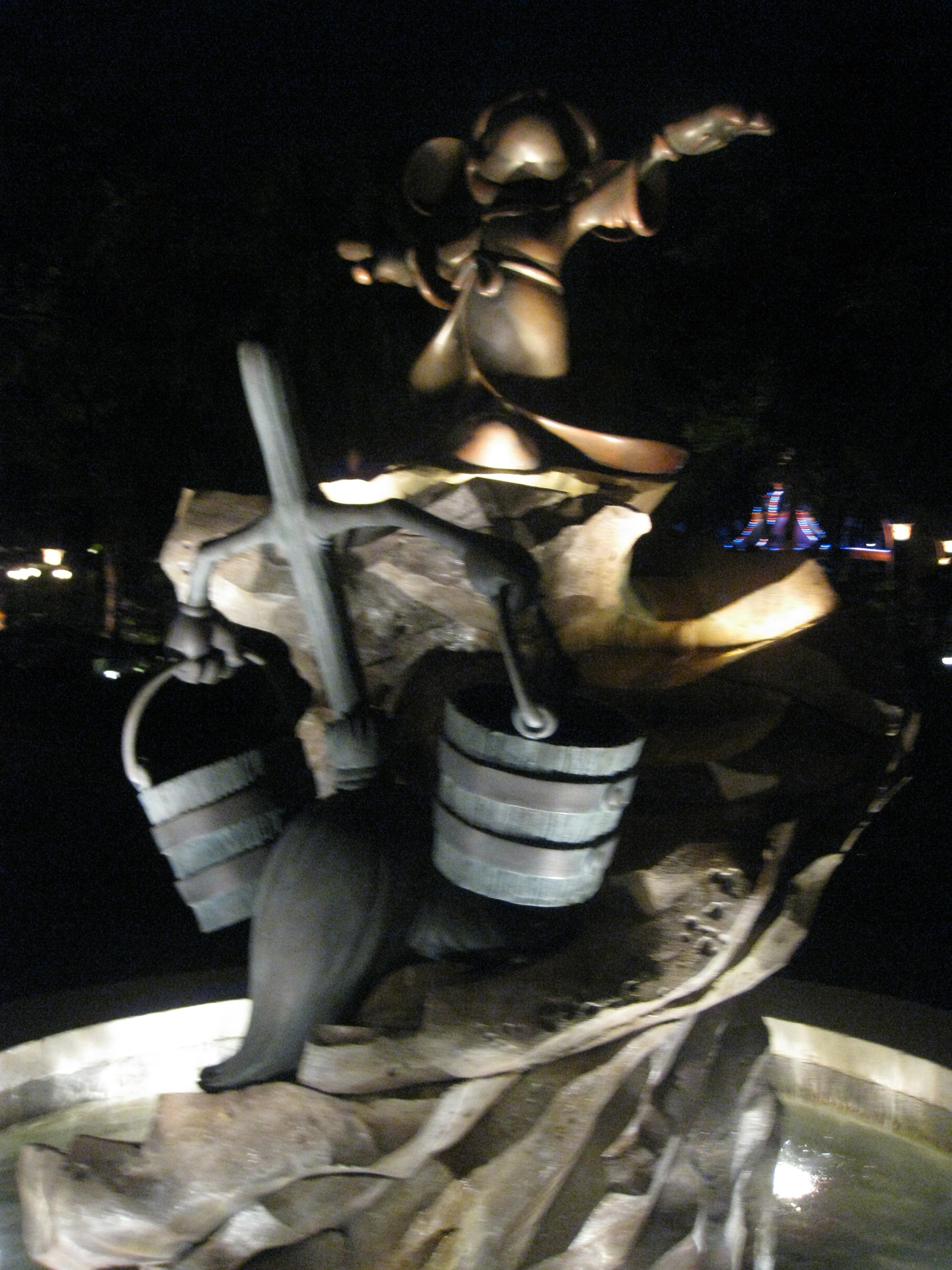
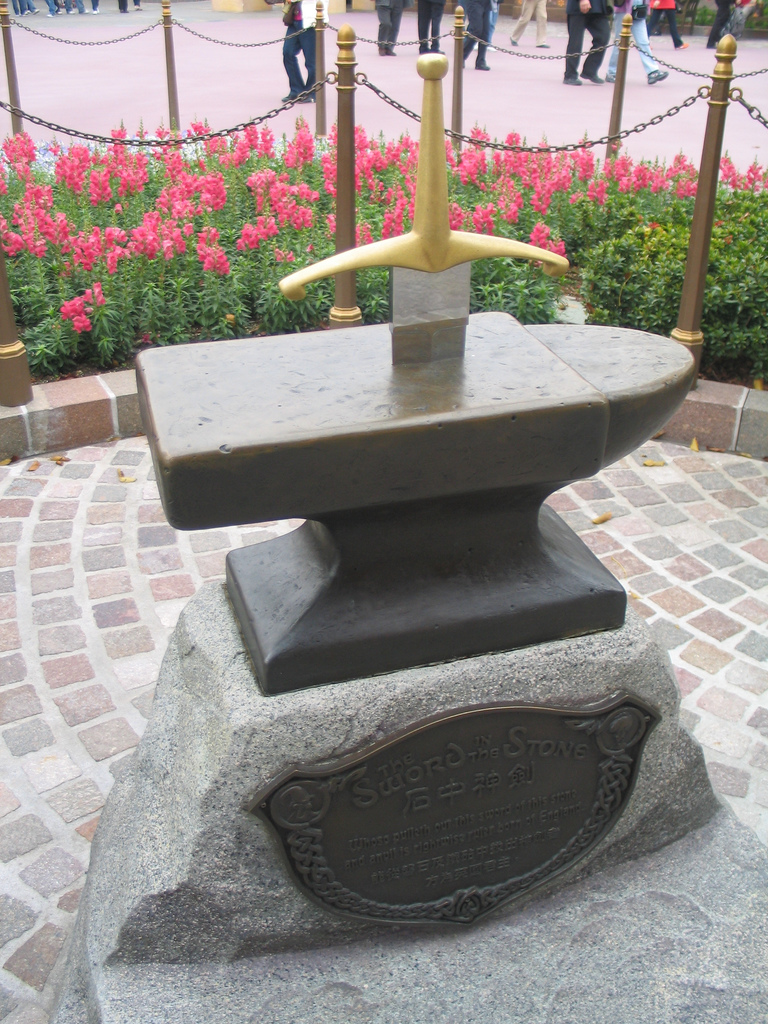
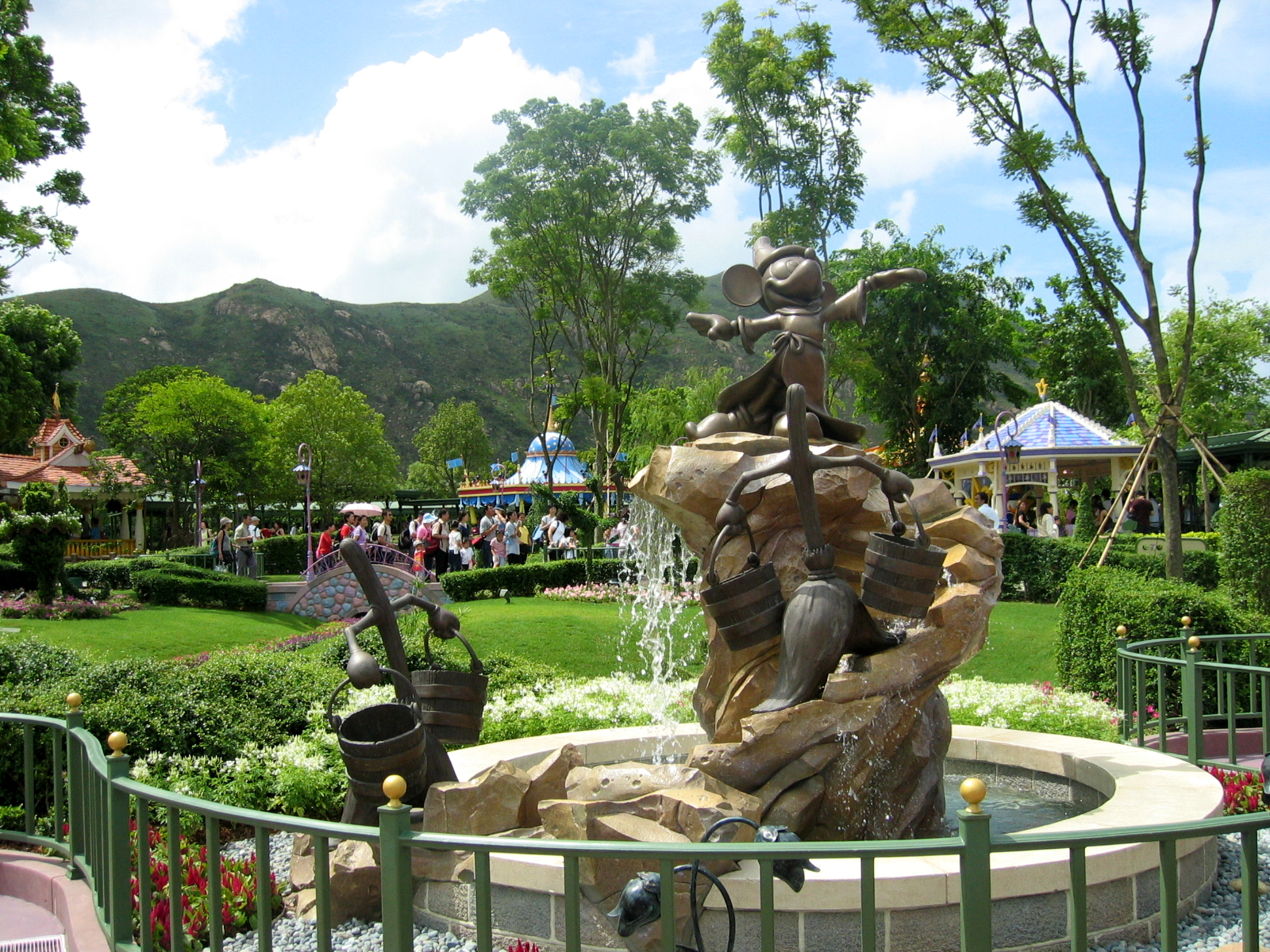
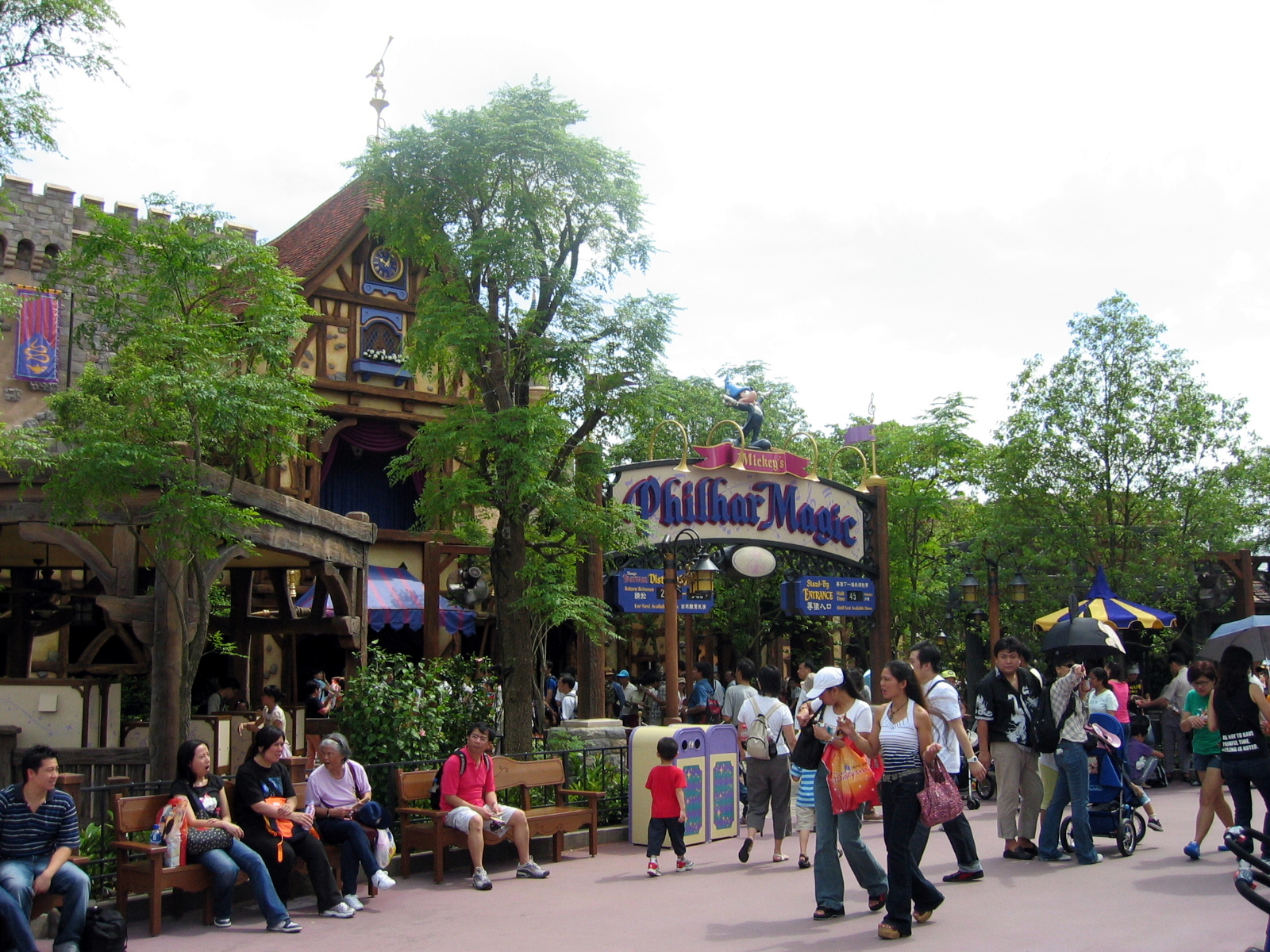
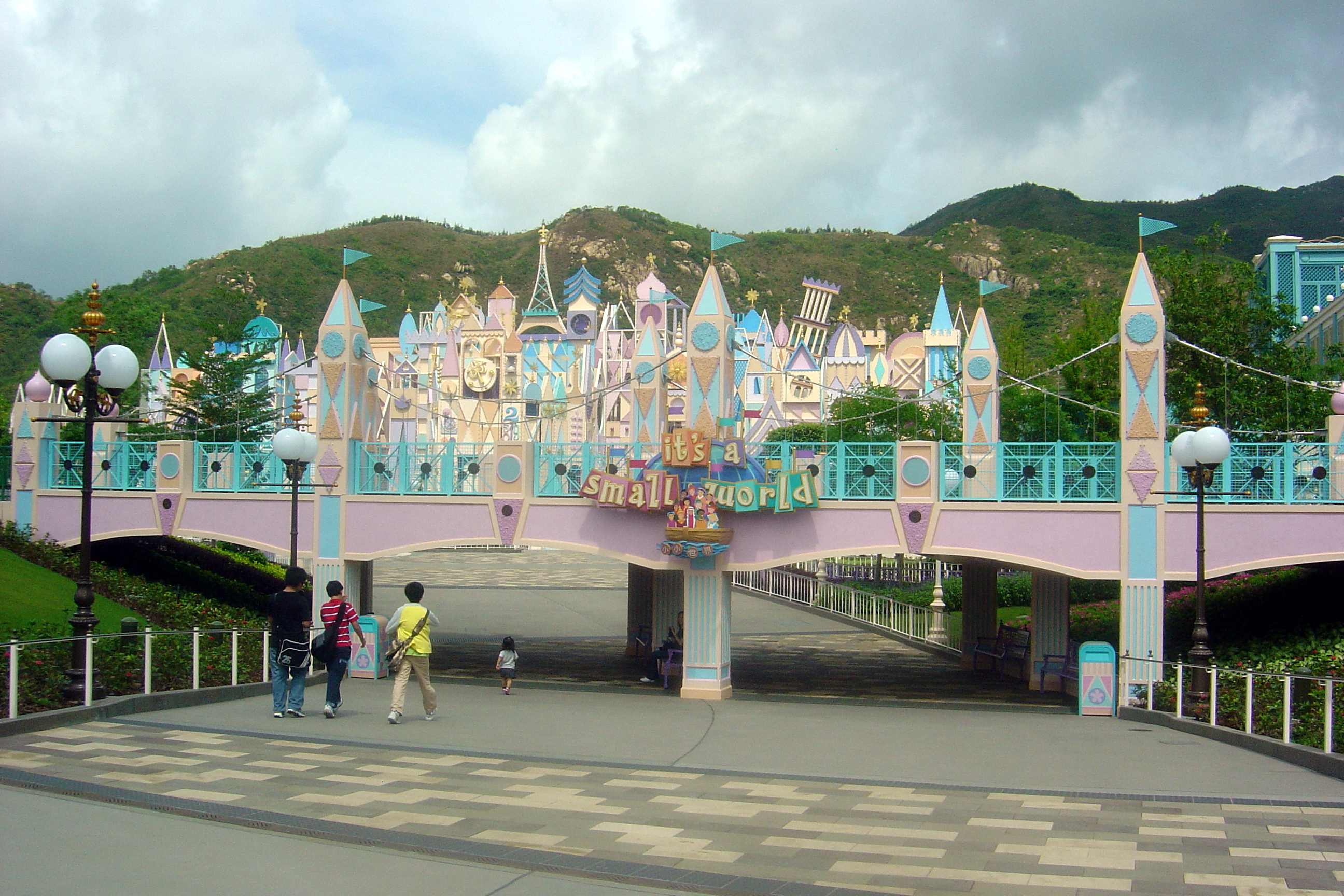

Attracties
- Sleeping Beauty Castle
- Mickey's Philarmagic
- Dumbo the Flying Elephant
- Cinderella Carousel
- Fantasyland Train Station
- Fantasy Gardens
- Mad Hatter Tea Cups
- "it's a small world"
- Disney's Storybook Theatre ("The Golden Mickeys")
- The Many Adventures of Winnie the Pooh
- Snow White Grotto

Restaurants
- Royal Banquet Hall
- Clopin's Festival of Foods
- Small World Ice Cream

Winkels
- Storybook Shoppe
- Pooh Corner
- Merlin's Treasures

### Tomorrowland
In Tomorrowland bevinden zich attracties en gelegenheden die je laten denken dat je in de toekomst bent. Het moet een intergalactisch ruimtestation voorstellen, waar blauwdrukken liggen over wat we in de toekomst allemaal willen bereiken: van raketten tot ruimtewezens. De bekende achtbaan en hoogtepunt van dit themadeel is Space Mountain, en ook de bekende attractie Autopia mag niet aan het geheel ontbreken. Dit is de eerste versie van deze attractie die gebruikmaakt van elektrische auto's.
Attracties
- Space Mountain
- Orbitron
- Ant-Man and The Wasp: Nano Battle!

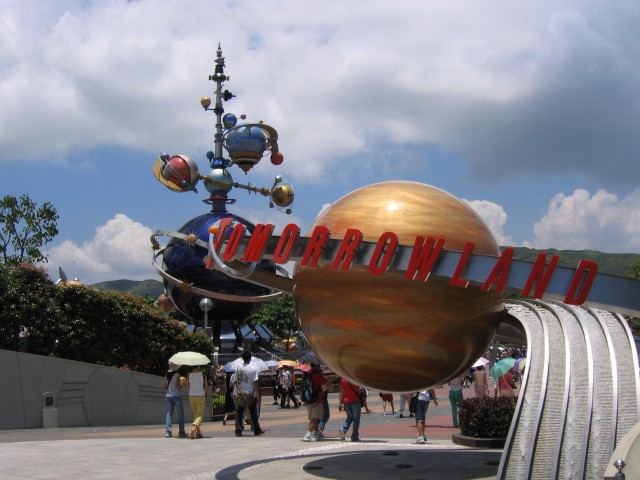
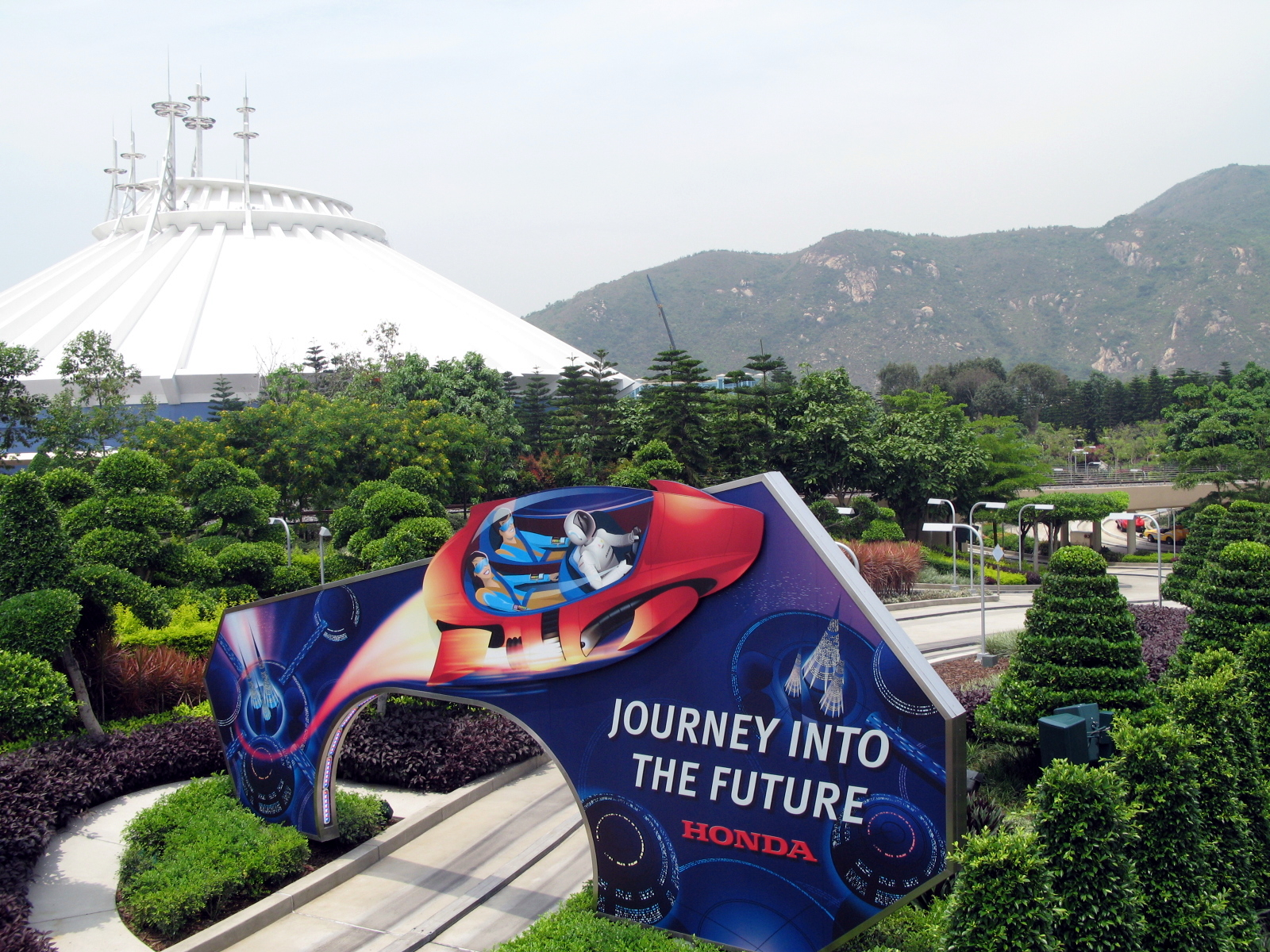
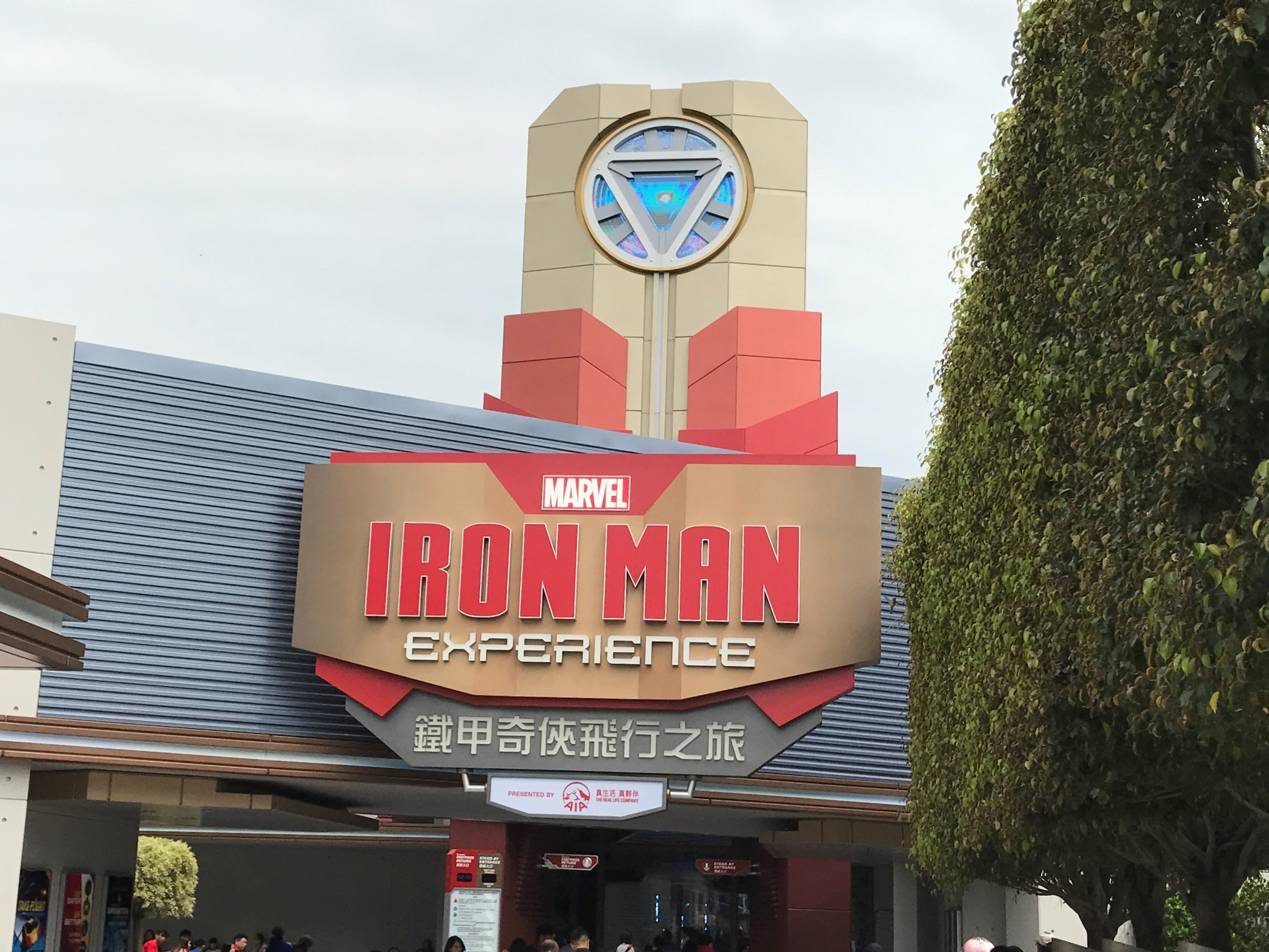

- Iron Man Experience

Restaurants
- Comet Cafe
- Starliner Diner
- Flying Saucer Snacks

Winkels
- Space Traders
- Star Command Suppliers

### Toy Story Land
Dit land, dat oorspronkelijk voor Walt Disney Studios in Parijs is ontwikkeld, is het eerste nieuwe land van het park. Het opende op 18 november 2011 en bevindt zich aan de westelijke zijde van het park, boven Fantasyland en Adventureland. Er zijn 3 grote attracties te vinden: RC Racer, Slinky Dog Spin en Toy Soldier Parachute Drop.

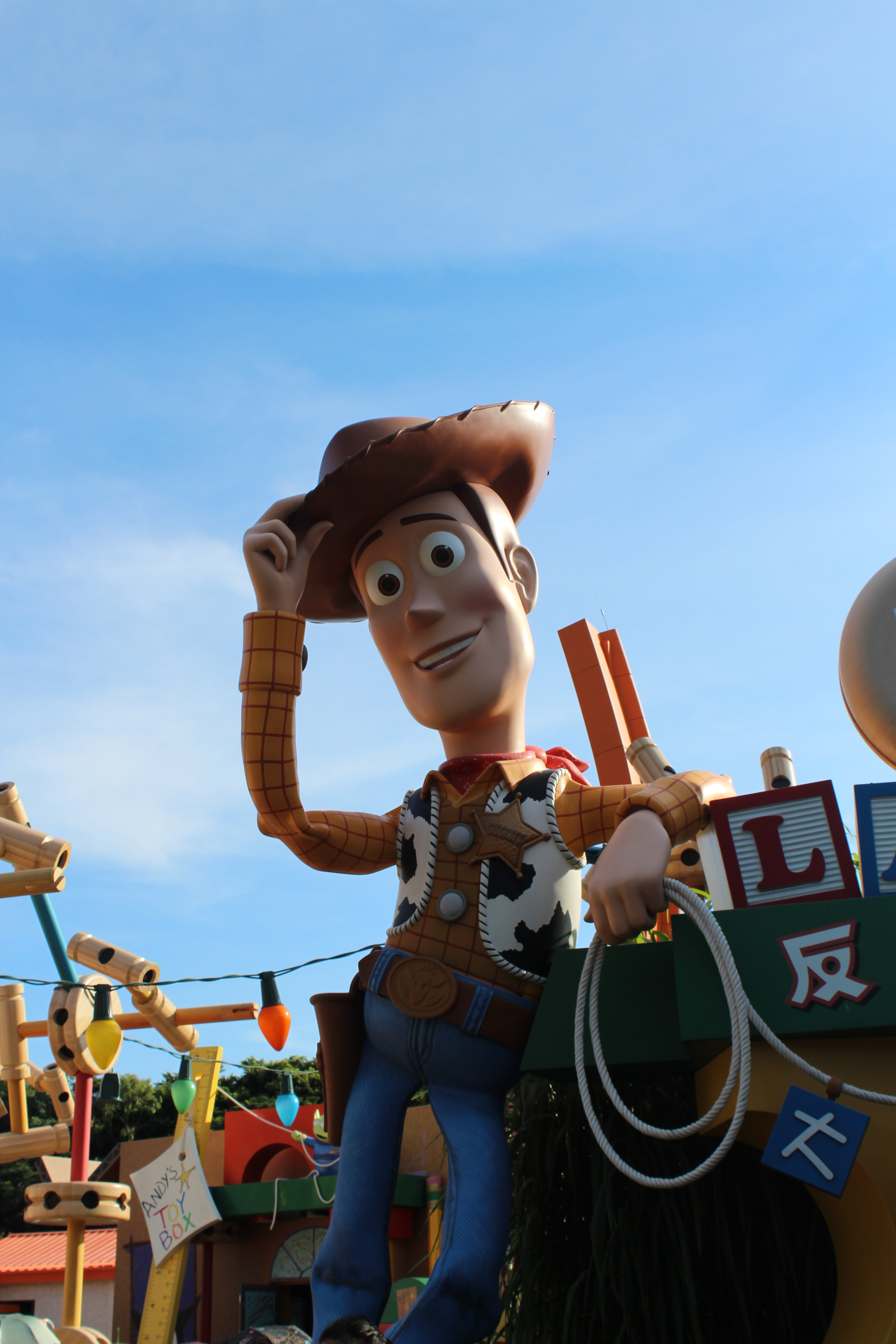
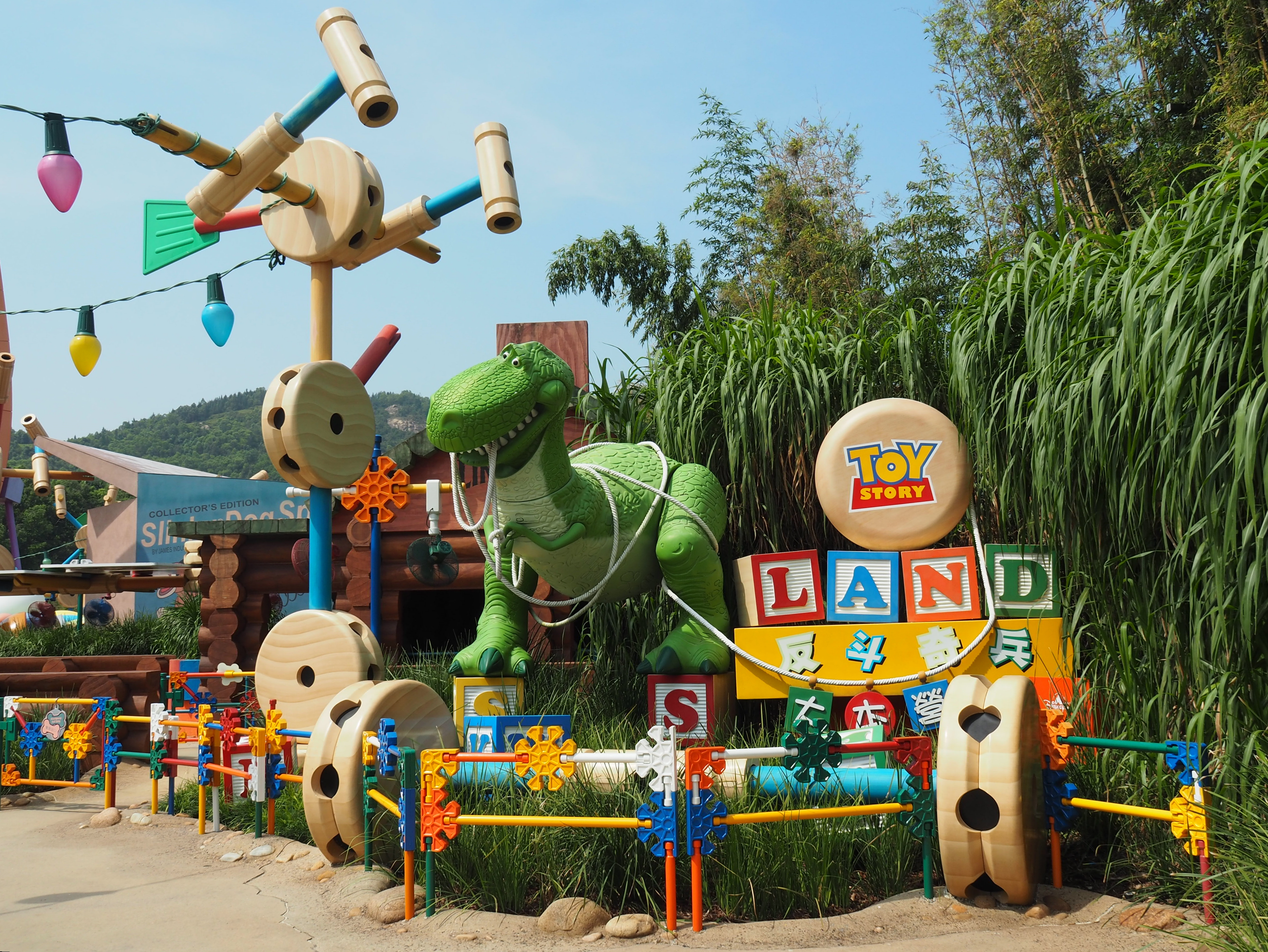
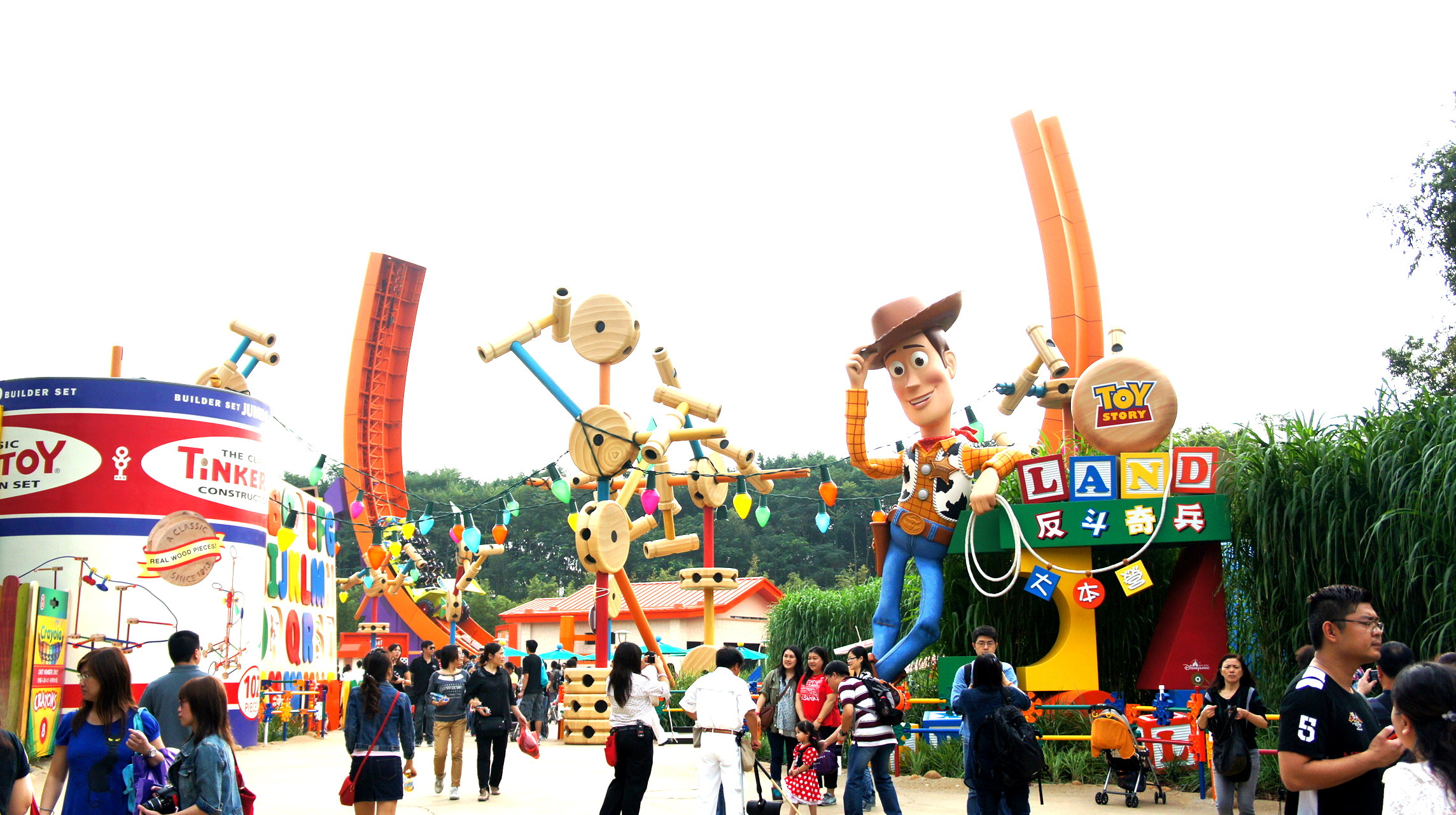
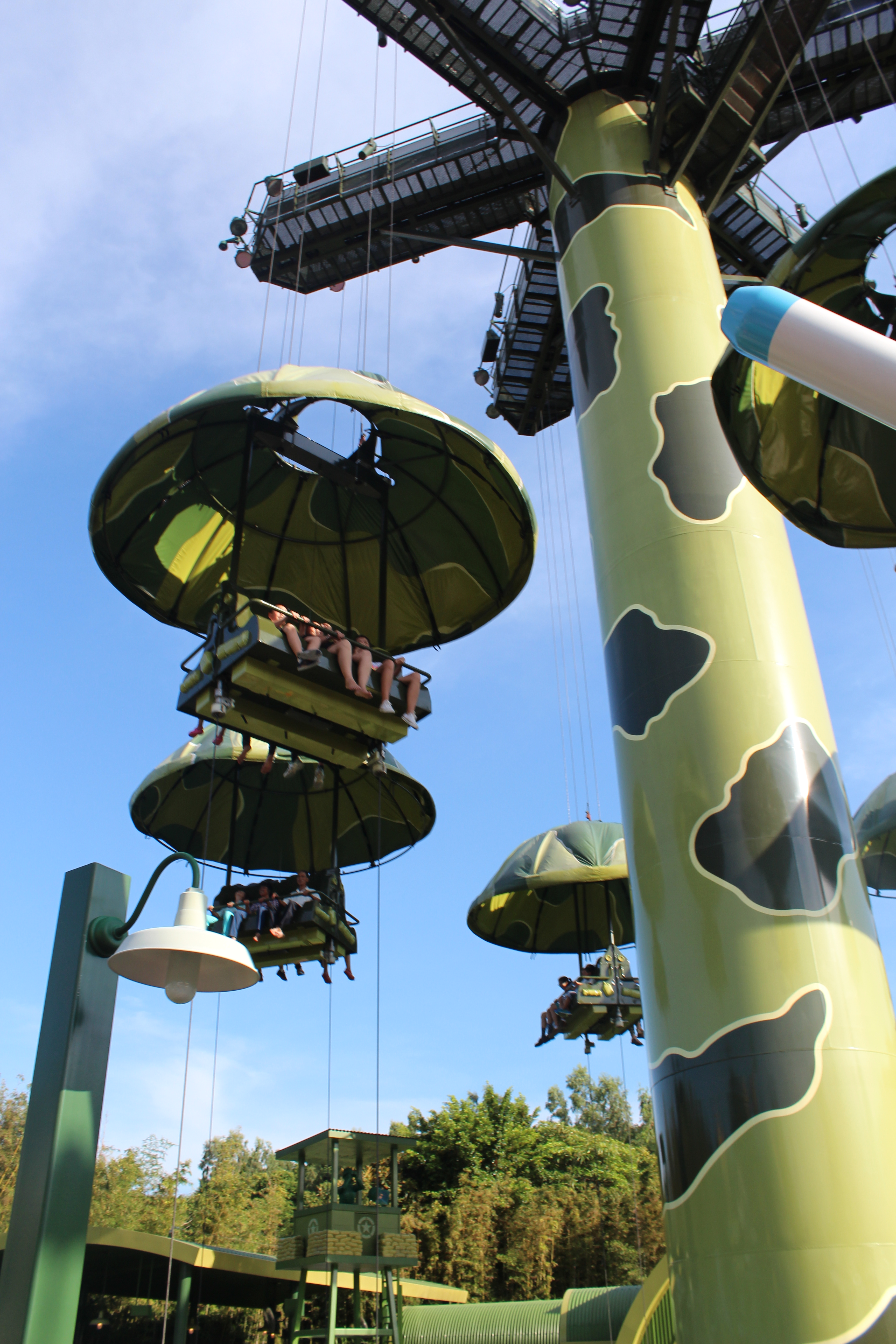

Attracties
- Toy Soldier Parachute Drop
- Slinky Dog Spin
- RC Racer
- Barrel of Fun

Versnaperingen
- Jessie's Snack Roundup

Winkels
- Andy's Toy Box

### Grizzly Gulch
Het tweede nieuwe land van het park opende op 14 juli 2012. Het is het equivalent van Frontierland / Westernland en heeft als hoofdattractie de achtbaan "Big Grizzly Mountain Runaway Mine Cars". Dit is een achtbaan met een lancering, stukken vooruit en achteruit.
De aankleding van deze attractie toont weer gelijkenis met Grizzly Peak in het Disney California Adventure park. In Grizzly Gulch vindt men verder "Geyser Gulch", een water speelplaats met geisers. Het grote verschil met de andere op dit gebied lijkende themagebieden in de Disney parken, is dat Grizzly Gulch een nog in gebruik zijnd western stadje is, de gebouwen zien er niet oud uit, de mijn is nog in werking.
Attracties
- Big Grizzly Mountain Runaway Mine Cars
- Geyser Gulch

Restaurant
- Lucky Nugget Saloon

Winkel
- Bear Necessities

### Mystic Point
Mystic Point, geopend in de lente van 2013, is het derde nieuwe themaland in het park, gesitueerd buiten de spoorlijn en tussen "Toy Story Land" en "Grizzly Gulch". De hoofdattractie is "Mystic Manor", het huis van een wereldreiziger, waar vreemde dingen gebeuren, nadat hij een muziekdoos heeft meegenomen van een van zijn reizen. Het verhaal is gelinkt aan de Adventurers Club (restaurant) en de eigenaar van het huis is lid van dezelfde avonturiersclub (S.E.A., Society of Explorers and Adventurers) als waar de eigenaar van het "High Tower Hotel" in Tokyo DisneySea lid van is.

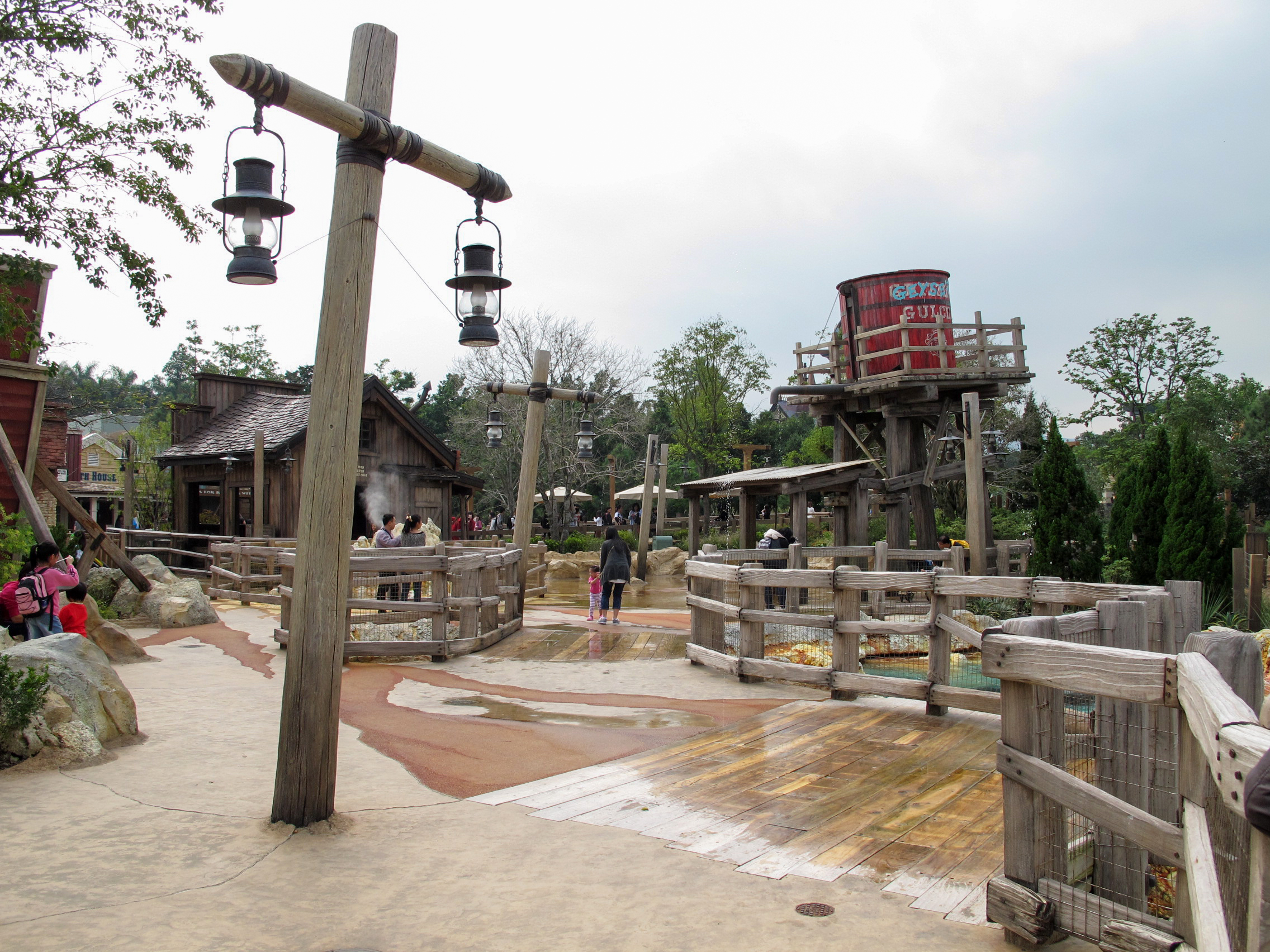
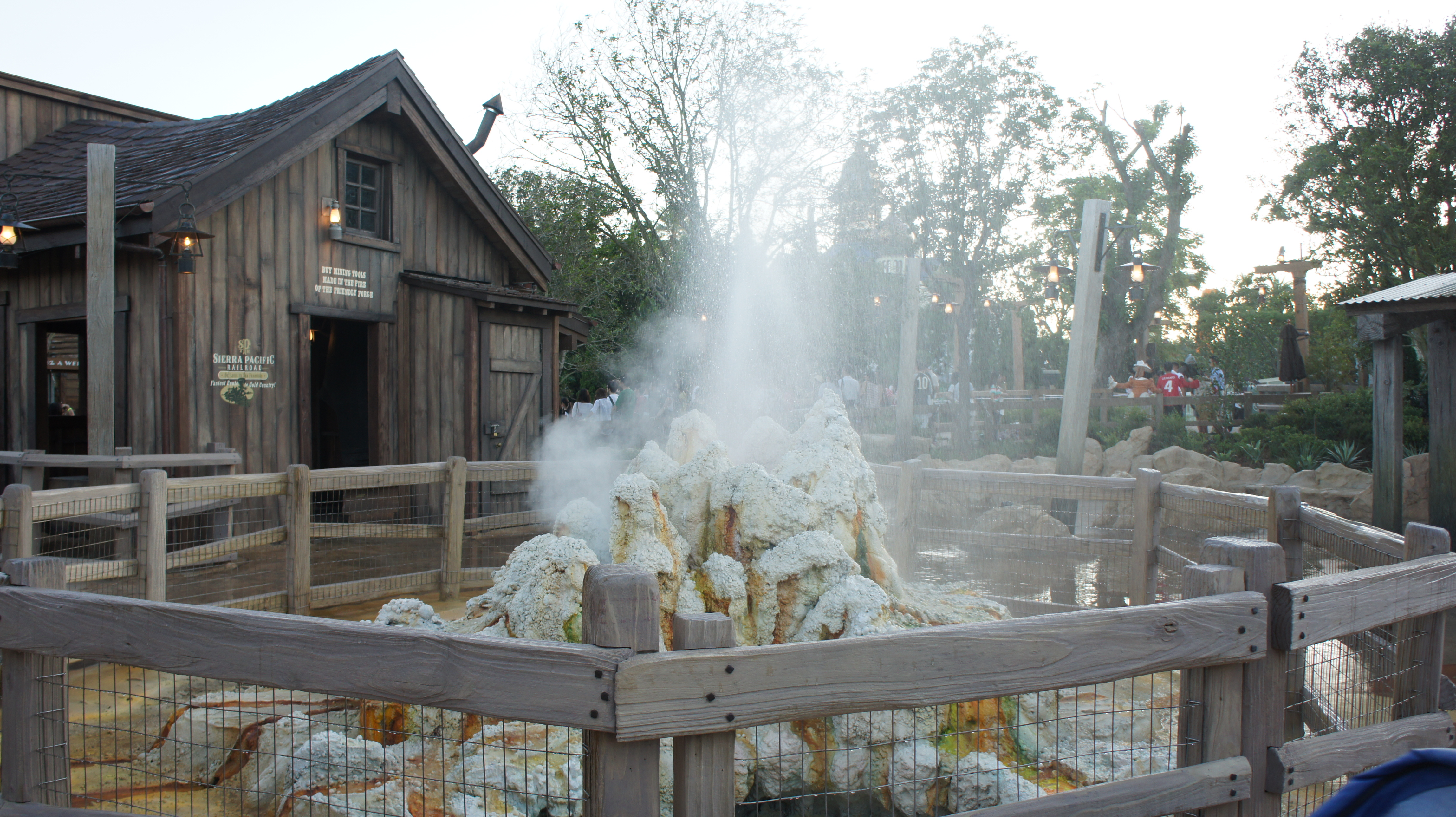

Attracties
- Mystic Manor
- Garden of Wonders
- Mystic Point Freight Depot

Restaurant
- Explorer's Club Restaurant

Winkel
- The Archive Shop

### World of Frozen
World of Frozen opende op 20 november 2023 en is gebaseerd op de Disney-film Frozen. De hoofdattractie is Frozen Ever After. Ook is er een Junior Coaster genaamd Wandering Oaken’s Sliding Sleighs.

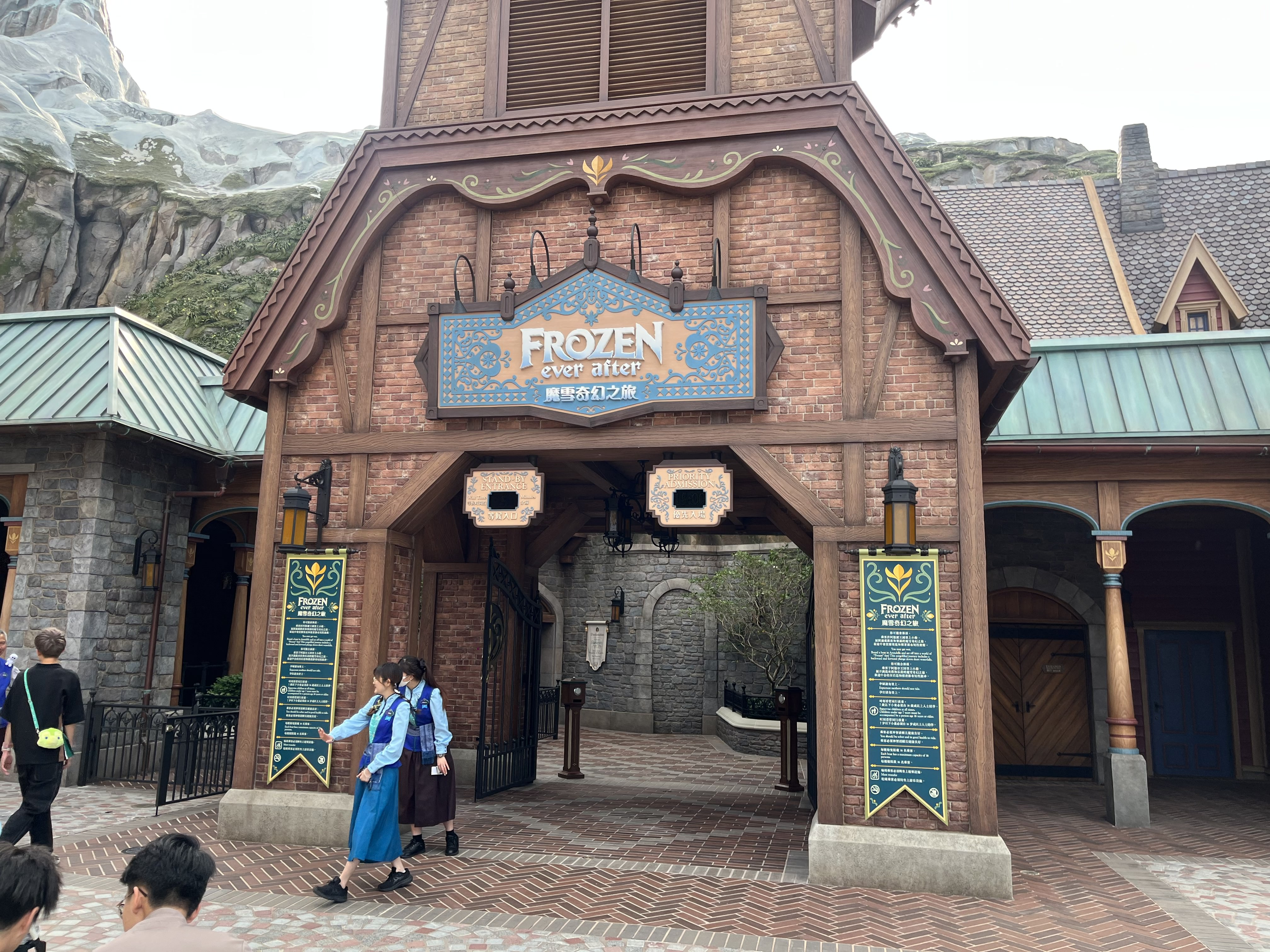
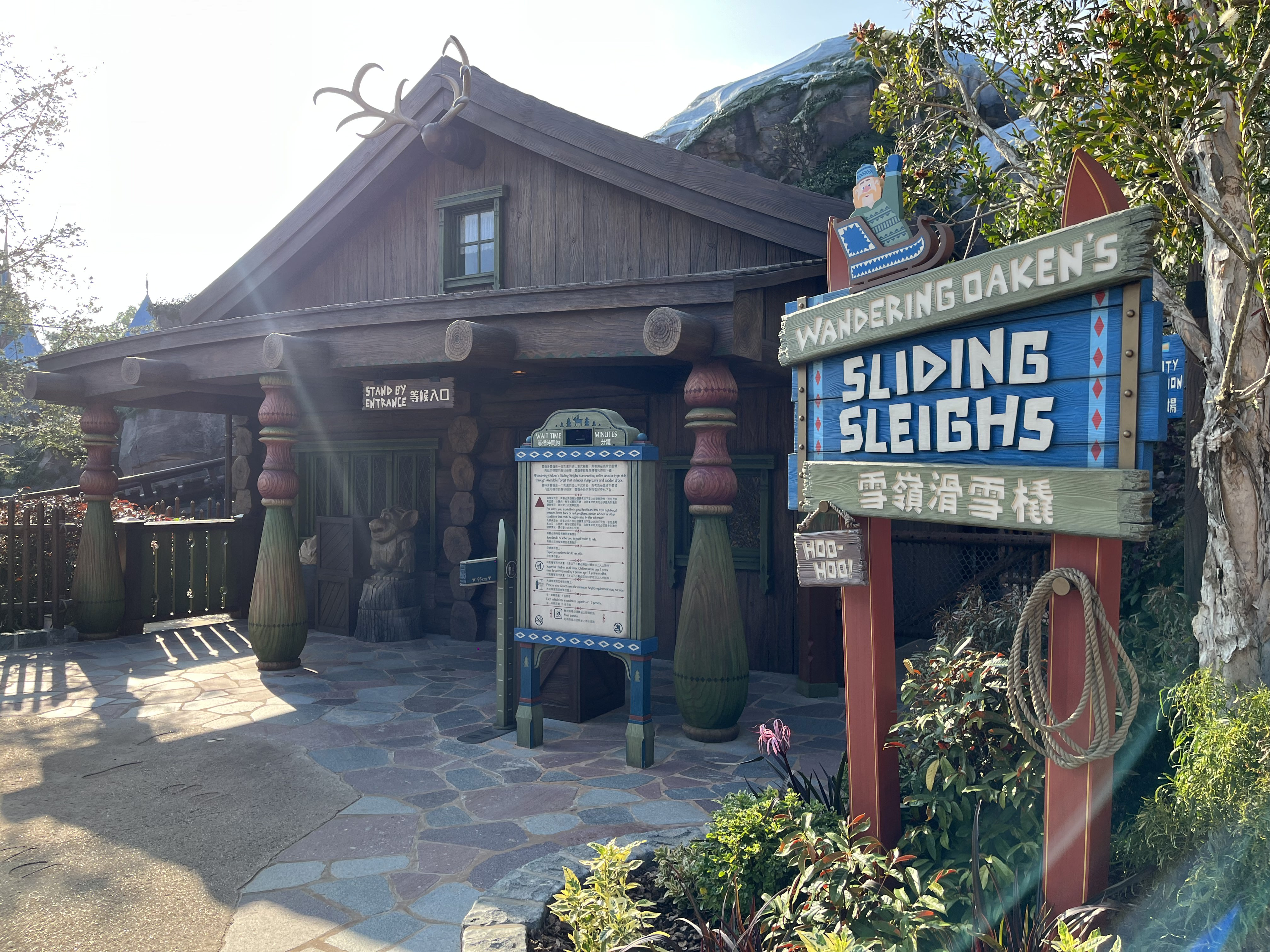
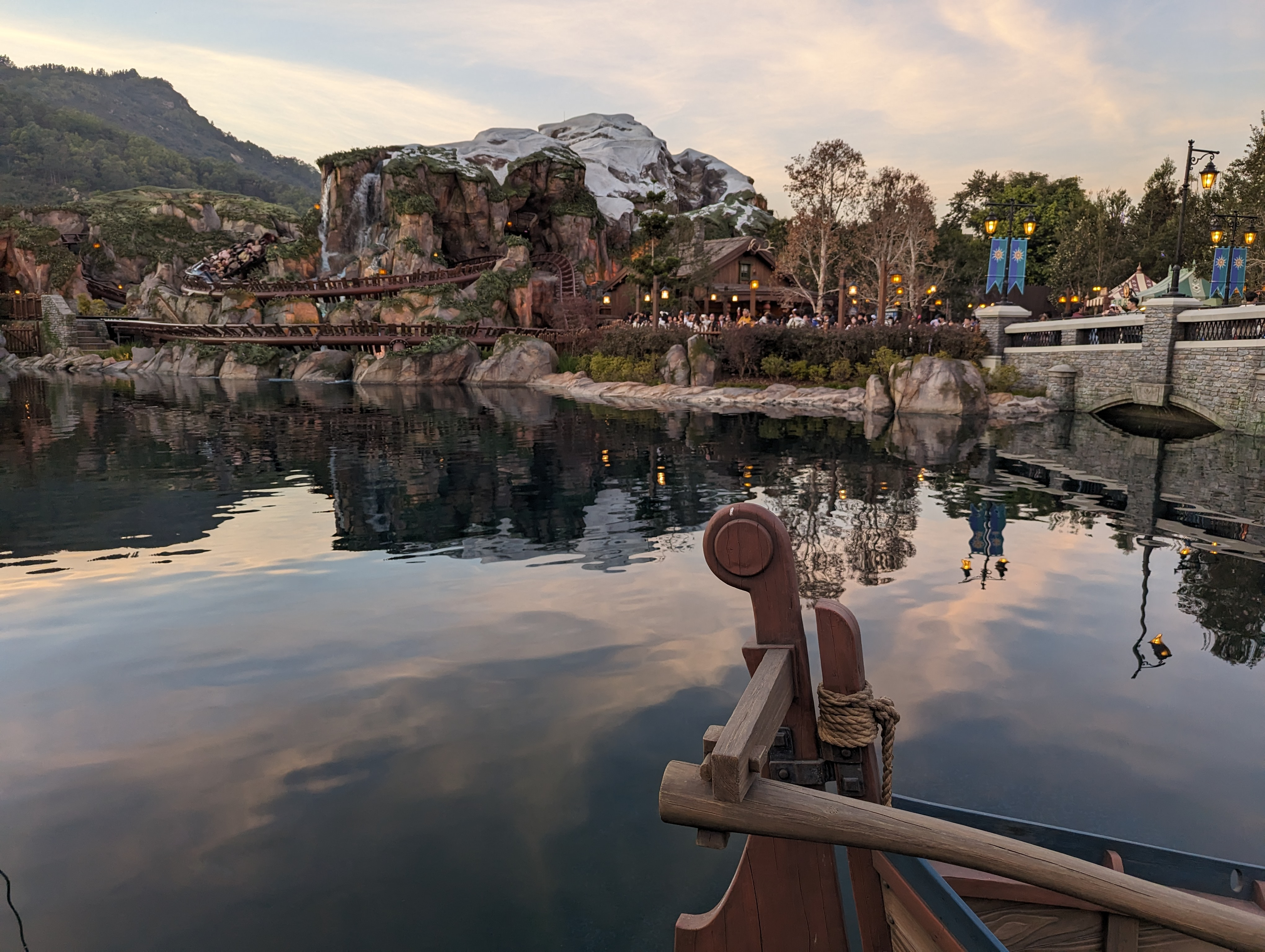
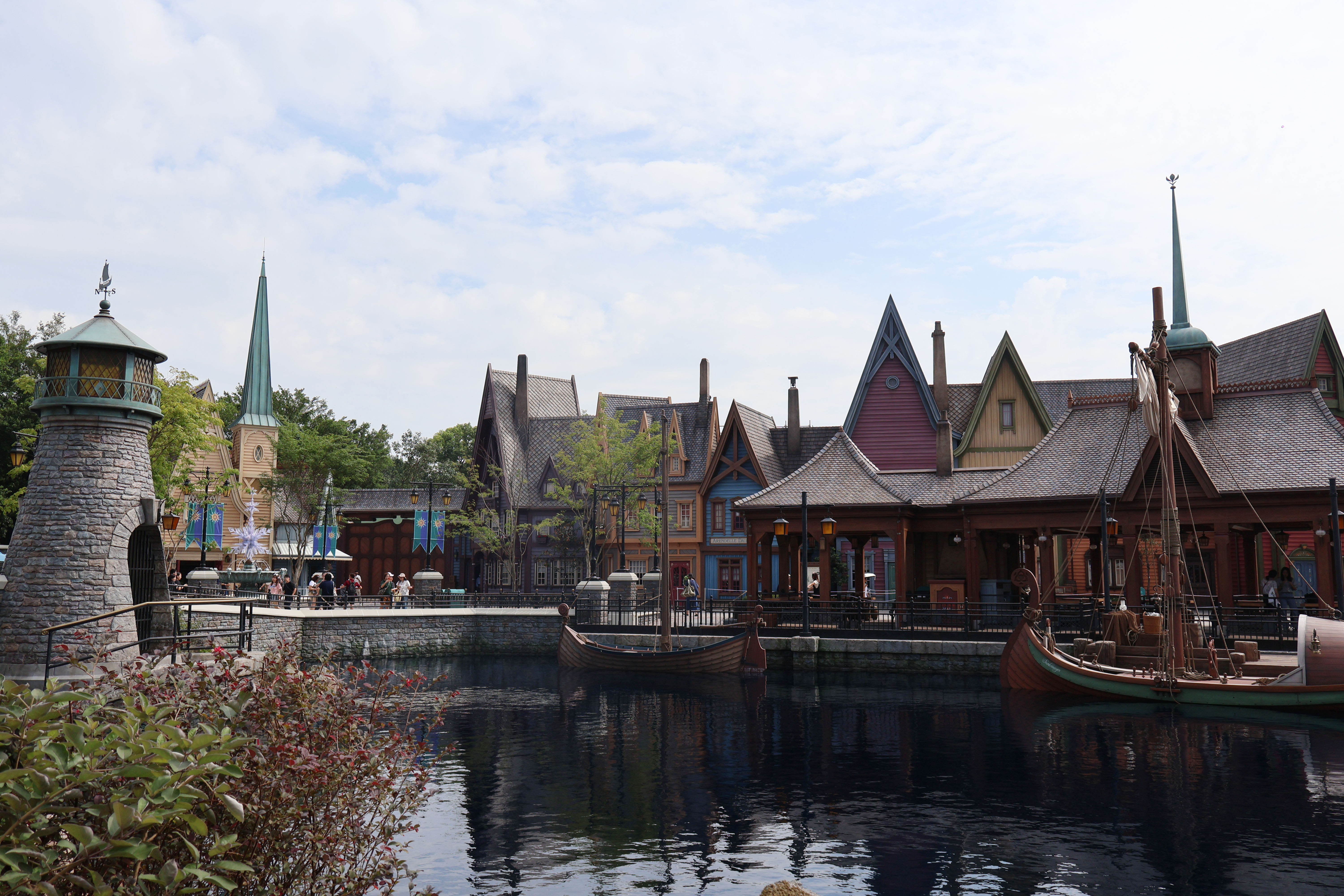

Attracties
- Frozen Ever After
- Wandering Oaken’s Sliding Sleighs

Restaurant
- Forest Fare
- Northern Delights
- Golden Crocus Inn

Winkel
- Tick Tock Toys & Collectibles